# ウィリアムズバーグ (ブルックリン)
ウィリアムズバーグ（Williamsburg）は、アメリカ合衆国ニューヨーク市にあるブルックリン区の近隣住区の一つ。北はグリーンポイント、南はベッドフォード＝スタイベサント、東はブッシュウィックおよびイースト・ウィリアムズバーグと境を接しており、西にはイースト川がある。2010年のアメリカ合衆国国勢調査によると、この近隣住区の人口は78,700人である。
1990年代後半より、現代美術の舞台、流行に敏感 (hipster) な文化、活気溢れる夜の歓楽地を特徴とするジェントリフィケーションを経て、ウィリアムズバーグは国際的に「リトルベルリン」としての印象を醸し出す地域となっている。2000年代初頭に、この近隣住区はインディー・ロックやエレクトロクラッシュの中心地となった。
コミュニティ・ボードに関して、ウィリアムズバーグはブルックリンCB1の一部にあたる。様々な民族集団がこの住区内で居留地住まいしており、ニューヨーク市警察の第90分署と第94分署によるパトロールが行われている。政治的には、住区の西部と南部がニューヨーク市議会の33地区、東部が34地区の代表を議員選出する。

## 歴史

### 創設
1638年、オランダ西インド会社がこの地域を占有していた先住民レナペ族から土地を購入した。1661年、後にウィリアムズバーグとなる土地を含むボスウィック(Boswijck)の町を同社が創設した。1664年に英国がニューネーデルランドを引き継いだことで、その地名はブッシュウィックへと英語化された。植民地時代、村人たちはこの地域を「ブッシュウィック・ショア(Bushwick Shore)」と呼び、この名称は約140年間続いた。ブッシュウィック・ショアは入り江や低木などの自然環境によって、ブッシュウィックにある他の村とは隔たりがあった。ブッシュウィックの住民はブッシュウィック・ショアのことを「ストランド」と呼んでいた。
ブッシュウィックにある他の村から来た農夫や庭師は商品をブッシュウィック・ショアに送り、その商品はイースト川を渡ってニューヨーク市まで運ばれ、現在のグランド・ストリート (マンハッタン)にある市場で販売されていた。ニューヨーク市に近いというブッシュウィック・ショアの好立地が、幾つかの農地開発造成をもたらした。1802年、不動産投機家のリチャード・M・ウッドハルが土地13エーカー(53,000m2)を取得した際にアメリカ陸軍工兵隊の大佐ジョナサン・ウィリアムズに不動産調査をしてもらい、彼の栄誉をたたえてウィリアムズバーグ(Williamsburgh)と名付けた。もともとブッシュウィック・ショア内にある13エーカーの開拓地だったウィリアムズバーグは19世紀前半に急拡大し、最終的にブッシュウィックから分離して独立の自治都市を形成していった。

### 併合

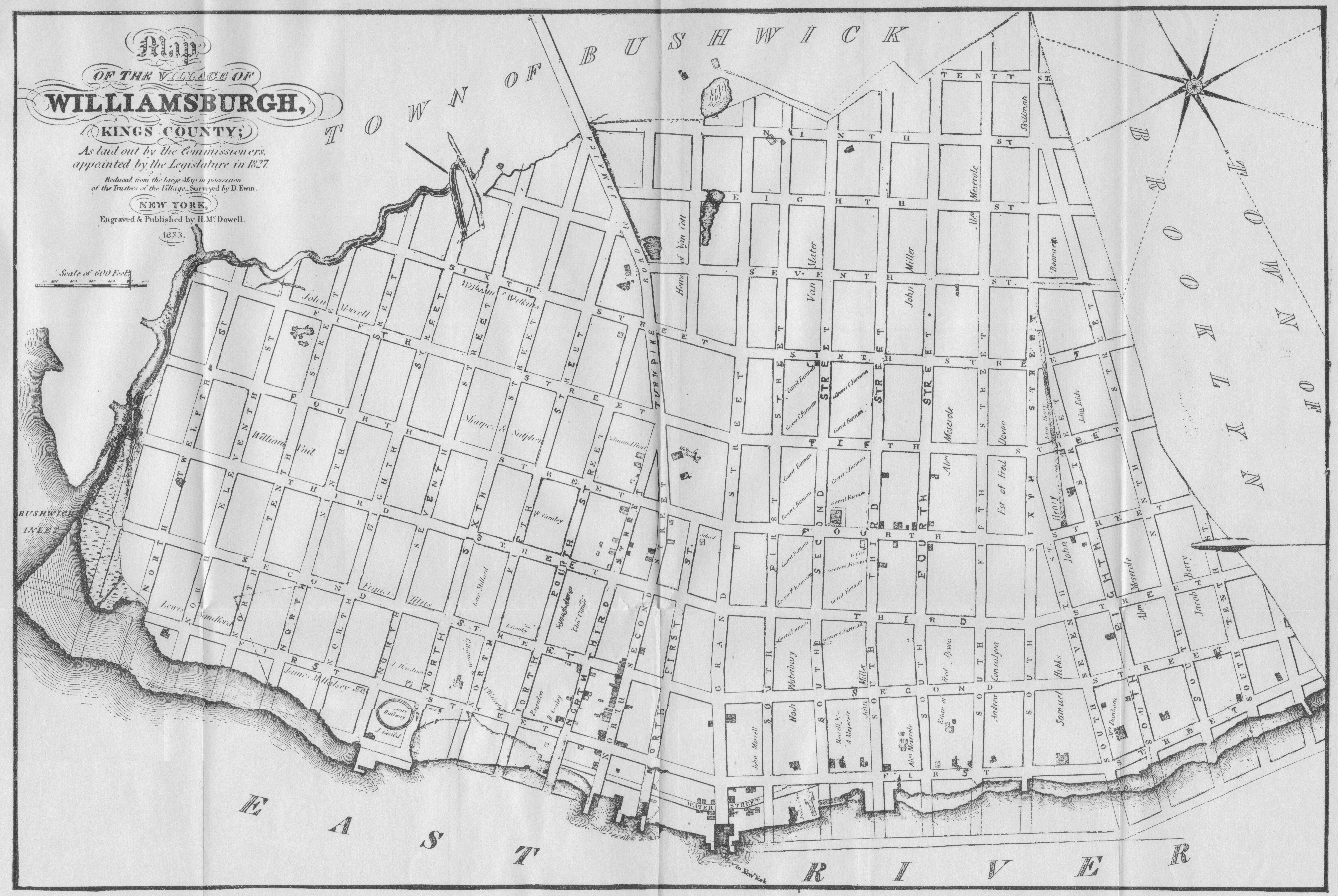
ウィリアムズバーグ村の地図(1827年、下がイースト川)

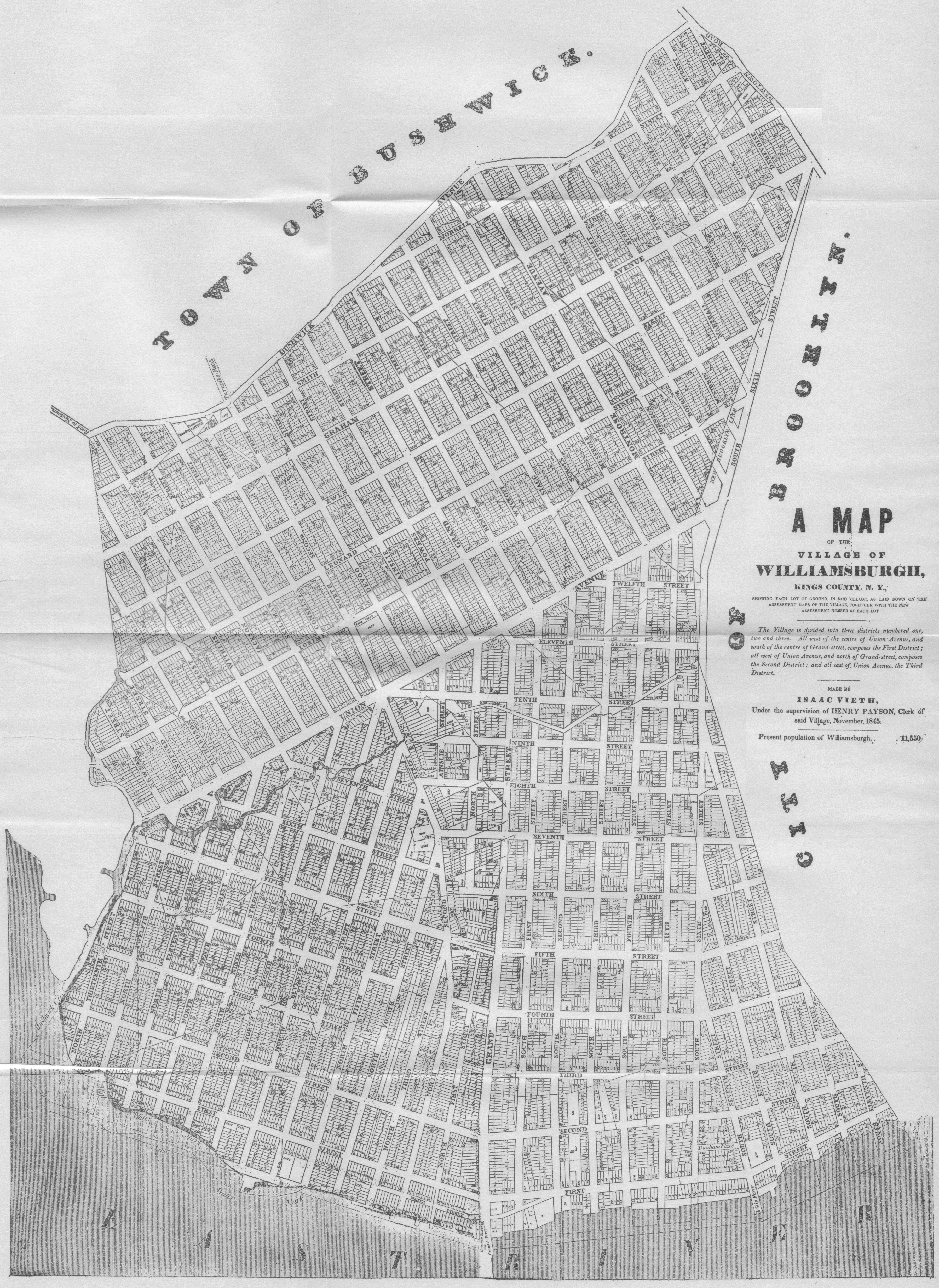
ウィリアムズバーグ町の地図(1845年、下がイースト川)

ウィリアムズバーグは1827年に、ウィリアムズバーグ村(Village of Williamsburgh)としてブッシュウィック町内に併合された。2年間で消防会社、郵便局ができ、人口は1,000人を超えた。イースト川沿いでは造船所の建設が促進され、原材料や製品が船積みで輸送された。砂糖で財を築いた貴族のなかには製糖所を建設した者もいたが、現在ではドミノ・シュガー以外は全て移転してしまった。他の重要な産業には造船や醸造業などがあった。
1835年、ウィリアムズバーグ村はブッシュウィック町の一部に併合した。その後、この村は3地区の構成となった。第1地区は一般に「サウスサイド」と呼ばれ、第2地区は「ノースサイド」と呼ばれ、第3地区は「ニュービレッジ」と呼ばれた。「ノースサイド」「サウスサイド」の名称は今日でも一般的に使用されているが、第3地区の名称は頻繁に変更されている。第3地区はドイツ人によって人口を増やし、一時は「ダッチタウン(Dutchtown)」の俗称で知られていた。1845年、ウィリアムズバーグの人口は11,500人となった。
その都市化の人口増を反映して、1840年にウィリアムズバーグはウィリアムズバーグ町(Town of Williamsburg)としてブッシュウィックから分離した。1852年にそれはウィリアムズバーグ市(City of Williamsburg,ここで語尾の"h"消滅）になり、3つの区で運営された。当時の第1区は概ねサウスサイドと、第2区は概ねノースサイドと一致していた。第3区はこれらの東側で、ユニオン・アベニューから東にブッシュウィック・アベニューまで延びていた（現在その一部はイースト・ウィリアムズバーグと呼ばれている）。

### 東部地区への編入

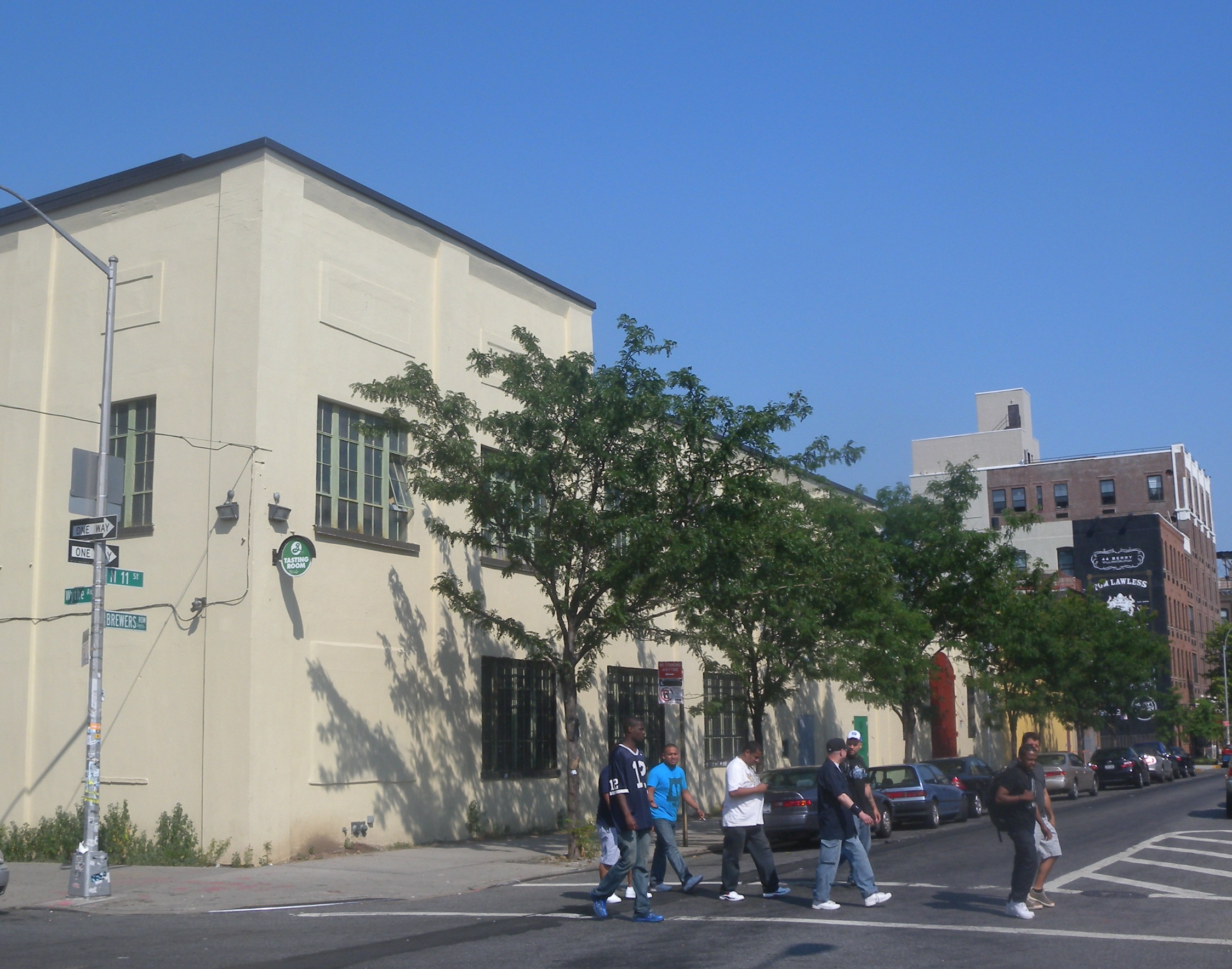
醸造所が並ぶブリュワーズ・ロウこと北11番ストリート

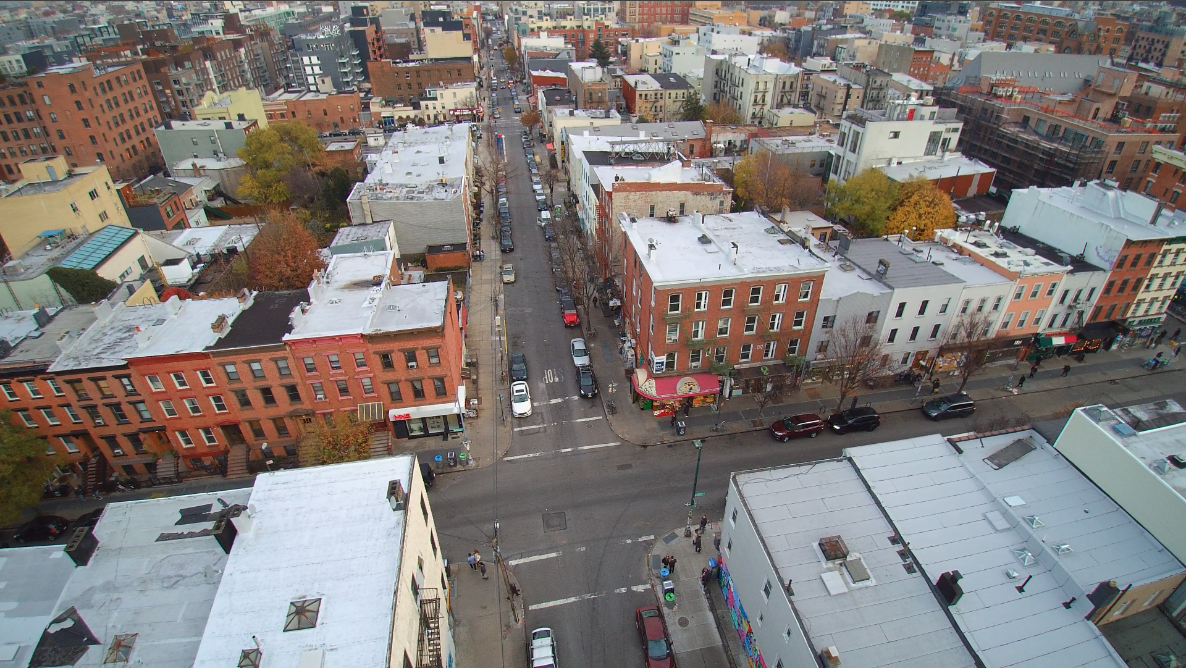
ベッドフォード・アベニューと北8番ストリートの交差点

1855年、ウィリアムズバーグ市は隣接するブッシュウィック町とともに、いわゆる東部地区(Eastern District)としてブルックリン市に併合された。ウィリアムズバーグの第1区はブルックリンの第13区に、第2区はブルックリン第14区に、第3区はブルックリンの第15区と第16区になった。
ブルックリンの東部地区の一部になっていた頃、この地域は驚くべき産業、文化、経済成長を遂げ、地元企業が繁栄した。コーネリアス・ヴァンダービルトやジェームズ・フィスクといったニューヨーク市民の富裕層が岸辺沿いに邸宅を建てた。チャールズ・プラットとその家族は、優れた芸術と建築の学校プラット・インスティテュートや、後にスタンダード・オイル社の一部となったアストラル・オイル・ワークスを設立した。コーニング・グラス・ワークスは拠点をコーニング (ニューヨーク州)に移す前にここで設立された。ドイツ系移民の化学者チャールズ・ファイザーはこの地にファイザー製薬を設立した。
マンハッタン行きのフェリーで終わるブルックリンのブロードウェイがこの地域のライフラインになった。 同地域は調味料や家庭用品メーカーに人気がある。 ドミノ・シュガー、エスクワイア・シュー・ポリッシュ、ダッチマスタードほか多くの工場が19世紀後半から20世紀初頭に設立された。現在はこれら工場の建物の多くが非工業用途（主に住宅）に転換中または転用済みである。
人口は当初ドイツ人が多かったが、1903年のウィリアムズバーグ橋完成後、ロウアーマンハッタン東部から多くのユダヤ人がこの地域にやって来た。ウィリアムズバーグには、ウィリアムズバーグ貯蓄銀行（1851年設立、現在はHSBCに吸収合併）とウィリアムズバーグ・ダイム貯蓄銀行（1864年設立、現在はDIMEで知られる独立の銀行）という、2つの大きなコミュニティバンクができた。ウィリアムズバーグ橋周辺の地域は、ブルックリン市がニューヨーク市と合併するまで銀行業の中心地だった。ブルックリン初となる高校の一つ (Eastern District High School) が1900年2月に開校した。

### ニューヨーク市に編入

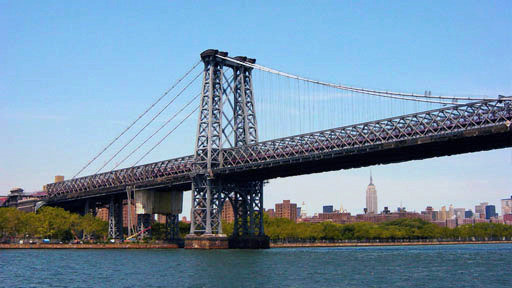
ウィリアムズバーグ橋はマンハッタンのロウアー・イースト・サイドとこの地域をつないでいる

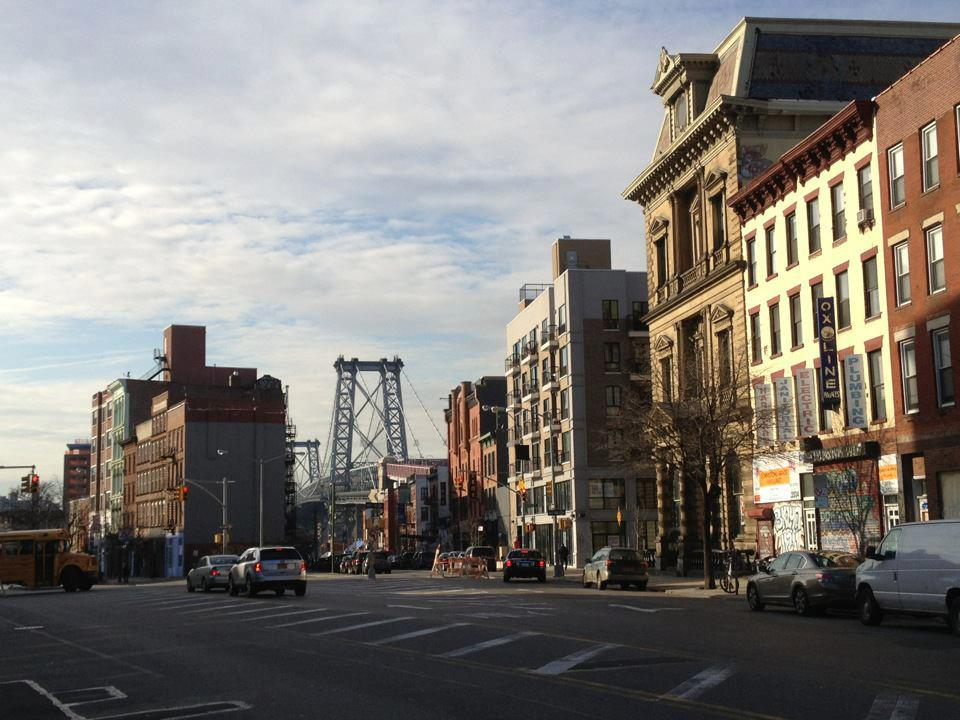
ウィリアムズバーグ南部の街道風景

1898年、ブルックリンはニューヨーク市内五区の1つになり、ウィリアムズバーグ近隣住区は別の都市との連携が緊密になった。1903年のウィリアムズバーグ橋開通がさらにコミュティを呼び込んで、将来有望な数千人規模の移民やロウアー・イースト・サイドの人口過剰なスラム街からアメリカ系二世が流入してきた。ウィリアムズバーグはほどなくニューヨーク市で最も人口の多い近隣住区になり、同市がアメリカ合衆国で最も人口の多い都市となった。
20世紀初頭にブルックリン・ユニオンガスはゴワヌス運河のガス作業所を閉鎖して、ウィリアムズバーグで石炭ガス製造事業を統合した。1970年代のオイルショックが同社に合成ガス工場を建設させることとなった。20世紀後半には、液化天然ガスを海外から輸入するための施設が建設された。ブロードウェイ、フラッシング・アベニュー、グラハムア・ベニューの交差点は、第一次世界大戦以前は「インターアーバン」用の交差地点だった。これらのライトレールトロリーはロングアイランドからウィリアムズバーグまで走っていた。
戦争で引き裂かれたヨーロッパ難民が、第二次世界大戦中および戦後にブルックリンへと流入し始めた。ディビジョン・アベニュー南側の地域には、ハンガリーとルーマニアからこの地域にやってきたハシディズムの信徒が多く住むようになった。プエルトリコやドミニカ共和国のヒスパニック達もこの地域に定住するようになった。しかし、人口爆発は最終的に重工業の衰退に直面し、1960年代以降のウィリアムズバーグは失業、犯罪、暴力団活動、違法薬物使用の著しい増加に見舞われた。引っ越すことが可能な者達は他の土地へ移り、この地域は主に犯罪と社会問題で知られるようになった。

### ジェントリフィケーションと2005年の再区画

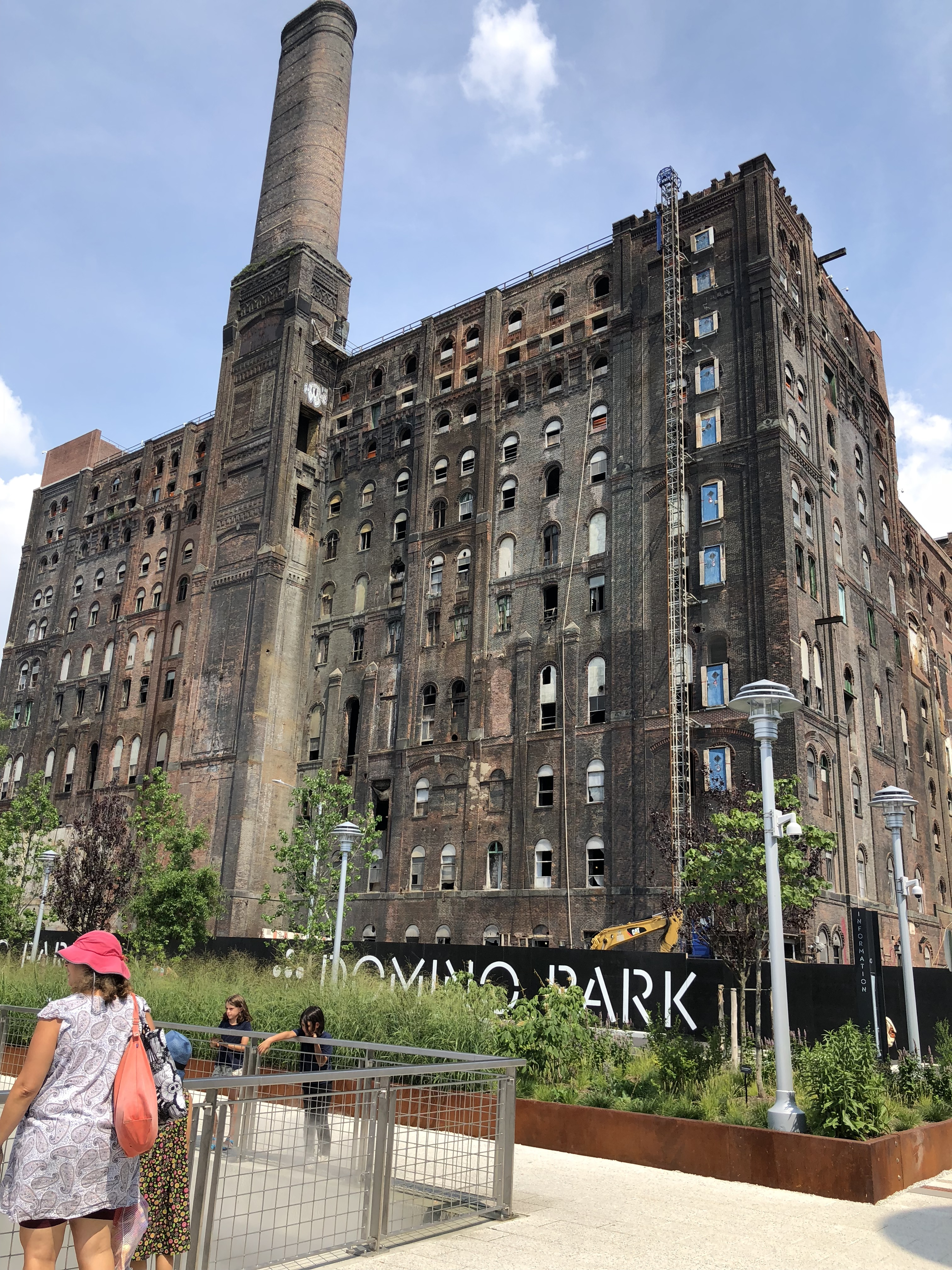
住宅及び商業用途に再開発が行われる、かつてのドミノ・シュガー精糖所跡地。2018年撮影

家賃の低さがこの地域に芸術家たちが最初に定住するようになった主な理由だったが、1990年代半ば以降その状況は大きく変化した。ウィリアムズバーグの平均家賃は、ワンルームアパートで約1,400ドルから、寝室1間付きで1,600-2,400ドル、寝室2間では2,600-4,000ドルである。ウィリアムズバーグの土地の価格は急騰した。南北を隔てるグランド・ストリート北側のノースサイドは、ニューヨーク市地下鉄に近いため若干高価である。近年のジェントリフィケーションと地下鉄路線変更はグランドストリート南側の家賃上昇も促進している。高い家賃が、多くのボヘミアンや流行に敏感な人達 (hipster) を、ブッシュウィック、ベッドフォード＝スタイベサント、フォート・グリーン、クリントン・ヒルなどの遠く離れた住区に追い出している。
2005年5月11日、ニューヨーク市議会はノースサイドおよびグリーンポイント臨海部の大規模な区画再編を可決した。臨海地区の大部分は店舗混合型高層住宅に対応するため再区画され、臨海公園の敷地確保や臨海遊歩道の造成を開発者に要求する厳しい建築ガイドラインが一緒に設けられた。地元選出の公職者達は、ノース・ブルックリン臨海部沿いの製造業衰退に対処する経済的に有益な方法として区画再編を推し進め、結果としてウィリアムズバーグには荒廃した空き倉庫がいくつもできてしまった。

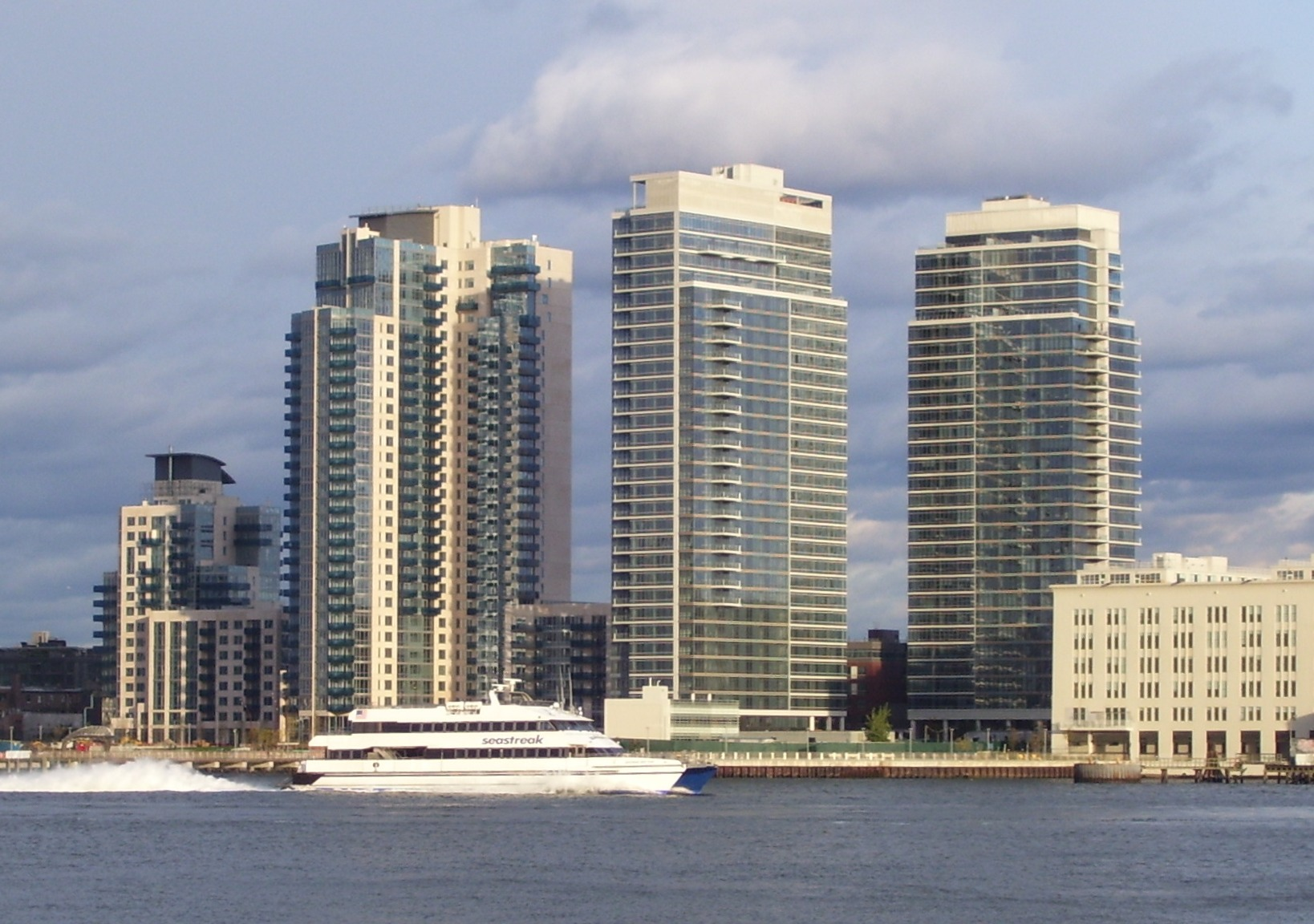
ノースサイド臨海部の開発には、2005年区画再編の結果として建設された多くの高層マンションも一部含まれている。

この区画再編は、1990年代初頭よりこの地域で進行中のジェントリフィケーション（都市高級化）における規模の劇的変遷を表すものだった。かつて活発な製造業と小規模住宅ビルの点在する軽工業が特徴だったこの臨海住区は、主に住宅用途で再区画された。新しい住居ビルの建設に伴い、多くの倉庫がロフト付き住宅に改修された。その中でも 旧グレッチ楽器工場の改修は、ウイリアムズバーグに到来したトライベッカ風ロフトが多数の著名人を（居住者や投資家として）惹きつけたため、現地ニューヨークの報道では大きな注目と論争を集めた。
再区画を支持する当局者はその経済的利益、新たな臨海遊歩道、中層所得者向け集合住宅を挙げ、「手頃な」価格での賃貸を行う約束と引き換えで開発業者に大きな税制優遇を与えた。批評家は、手頃な価格住宅向けの確保用地が以前のバッテリー・パーク・シティのような大規模開発になっていないと反論した。 ニューヨークタイムズ紙は、内陸部では手頃な価格住宅の建設優遇措置を開発業者がおおむね諦める決断をしており、ウィリアムズバーグでも同様のことが判明したと報じた。

## 土地活用
ウィリアムズバーグには、製造、商業、住宅、複合用途を含む様々な区割り地域がある。ノース・ウィリアムズバーグには主に軽工業と中密度住宅、ならびに1階が商業スペースの居住区がいくつかある。臨海部沿いには商業スペースを備えた高層住宅開発ならびに重工業も若干残っている。ブロードウェイ周辺地域は主に商業で店舗やオフィスがある。一方、サウス・ウィリアムズバーグは1階に若干の商業スペースを備えた大きな中高階層住宅となっている。

### 重要な建物

#### 市の歴史建造物

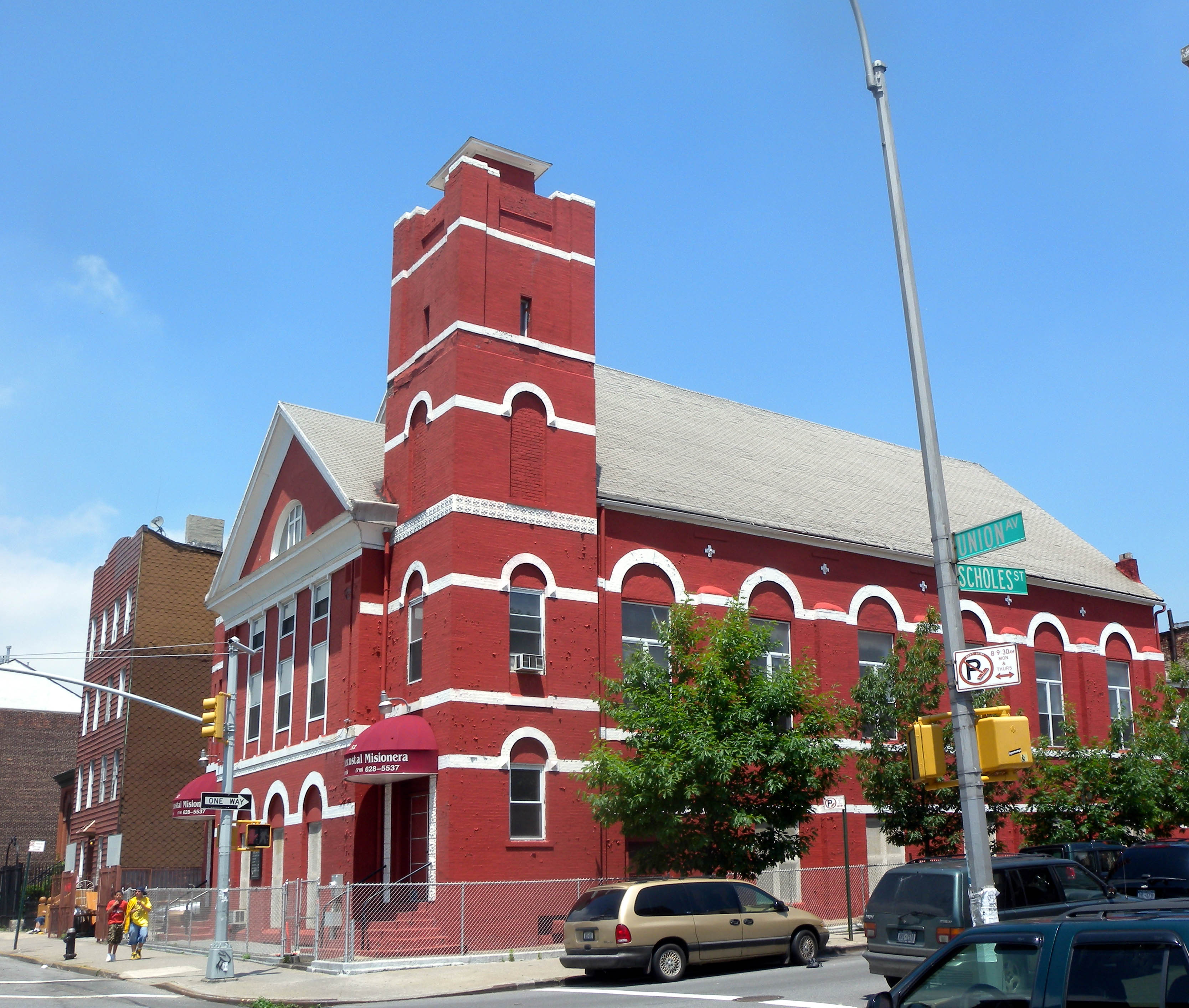
ペンテコステ派教会

ウィリアムズバーグにある幾つかの建造物は、ニューヨーク市歴史建造物保存委員会によって歴史建造物（ランドマーク）に指定されている。1860年に認可されたキングス郡の貯蓄協会はベッドフォード・アベニューとブロードウェイにキングス郡貯蓄銀行 (Kings County Savings Bank) ビルを建てた。フランス第二帝政建築の例であるこの建造物は、1980年よりアメリカ合衆国国家歴史登録財(NRHP)であり、1966年にニューヨーク市の歴史建造物になった。
ウィリアムズバーグ団地 (Williamsburg Houses) は、2003年6月24日に市の歴史建造物に指定された。4階建てビル20棟からなる23.3エーカー(94,000m2)の敷地は、ブルックリン最初の大規模公共住宅だった。1938年に完成し、ニューヨーク市住宅公団により運営されている。
2007年、ドミノ・シュガー精糖所 (Domino Sugar Refinery) の建物3つもニューヨーク市の歴史建造物に指定された。最初の精糖所は1856年に建設され、1870年までに米国で使用される砂糖の半分以上を精製していた。1882年の火災が、同プラントをレンガと石で完全に再建させた。これらの建物は現存しているが、製糖所は2004年に操業を停止した。2010年、開発業者がこの敷地を住宅用に改造することを提案し、その後に新たな計画が承認された。
1852年から1853年にかけて建てられたニューイングランド会衆派教会と牧師館は、1983年にNRHP指定され、市の歴史建造物でもある。この教会は、1981年に現在の占有者であるペンテコステ派(La Iglesia Pentecostal La Luz del Mundo)へと売却された。
ウィリアムズバーグには歴史地区の1つフィルモア・プレイス歴史地区がある。 イタリア風の建物がいくつかあり、2009年に歴史建造物に指定された。

#### 国家歴史登録財の指定
国家歴史登録財(NRHP)になっているが、市の歴史建造物ではないものも多い。 1915年に建築家キャス・ギルバートの設計で建てられたオースティン・ニコルズ社の倉庫 (Austin, Nichols and Company Warehouse) は2007年にNRHPに組み入れられた。当初は市の歴史建造物でもあったが、こちらの指定は後に取り消された。同倉庫は2010年代にアパートに改築された。
ドイツ福音派ルーテル聖ヨハネ教会は1883年に建てられ、2019年にNRHPの指定を受けた。
ジェームズ・W・ノートンの設計で1888-1889年に建てられた公立学校 (Public School 71K) は、1982年にNRHPの指定を受けたが、もはや公立学校としての役割は果たしていない。
1936年にルイス・A・サイモンによって建てられた米国郵便局 (United States Post Office (Williamsburg, Brooklyn)) は、1988年に指定を受けた。

## 文化
ウィリアムズバーグ内の地区は多様性に富んでいる。「サウス・ウィリアムズバーグ」とは、現在イディッシュ語を話すハシディズム（主にサトマール派）と大勢のプエルトリコ人に占有されている地域を指す。 この地域の北は、プエルトリコ人とドミニカ人が居住する「ロス・スレス(Los Sures)」地域として知られている。 その北側は伝統的にポーランド人とイタリア人の「ノース・サイド」である。イースト・ウィリアムズバーグには産業用の空き地が多くあり、主にイタリア系アメリカ人、アフリカ系アメリカ人、ヒスパニックの地域をウィリアムズバーグとブッシュウィックの間に形成している。 サウス・ウィリアムズバーグ、サウス・サイド、ノース・サイド、グリーンポイント、イースト・ウィリアムズバーグは、全て ブルックリンCB
1を形成している。マンハッタンとの近さから、しばしば「ヒップスター」と異名で呼ばれる（流行に敏感な）居住者達に人気がある。 ベッドフォード・アベニューとその地下鉄駅が、この新しい住民達の代名詞になりつつある。

### 民族コミュニティ

#### ハシディズムのユダヤ人

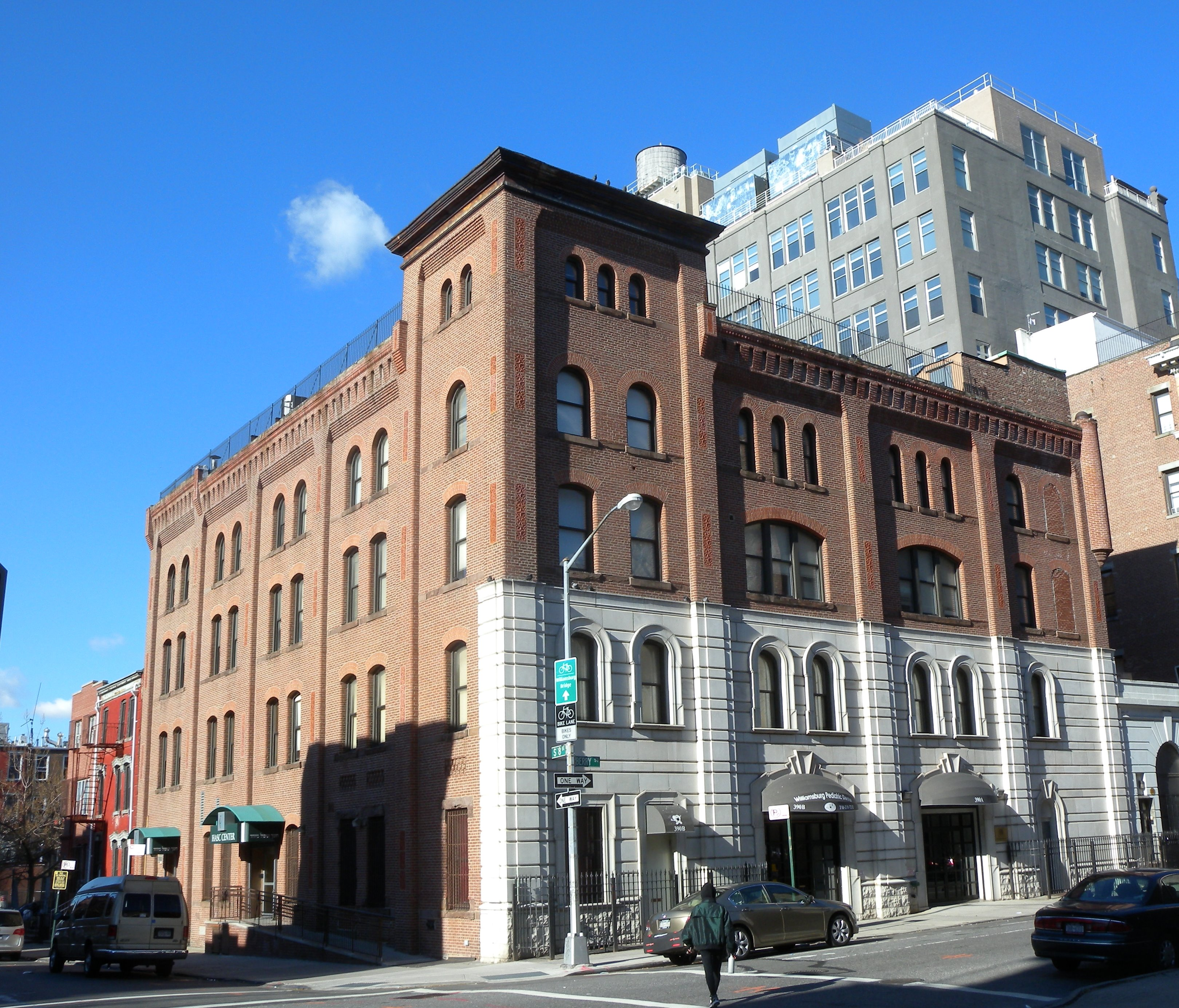
ユダヤ人児童向けの学校

ウィリアムズバーグには、ハシディズムを信仰する様々な団体のユダヤ人が数万人住んでおり、サトマール派ハシディズム団体の一派閥の本部がある。ウィリアムズバーグのサトマール派人口は約57,000人である。
ハシディズムのユダヤ人は、マンハッタンでの困難な生活条件から逃れようとして他の宗教や無宗教のユダヤ人と共に、第二次世界大戦の前年にこの近隣住区に初めて引っ越してきた。1940年代後半から1950年代初頭にかけて、この地域はホロコースト生存者を大勢受け入れ、その多くはハンガリーとルーマニアの農村地域からきたハシディズムユダヤ人だった。彼らは幾人かのハシディズム指導者達によって引率され、その中には多様な宗派のレベがいた。加えて、ウィリアムズバーグにはハシディズム以外の宗教を信仰するユダヤ人がかなりの数含まれていた。サトマール派のレベ、ジョエル・テイテルバウム師が最終的にコミュニティに対して最も強力な影響力を発揮し、非サトマール派の多く（特に非ハシディズム）を立ち去らせた。テイテルバウムは、彼の激しい反シオニズムとカリスマ性のある指導力で知られていた。
1990年代後半、ユダヤ人の開発業者が古い倉庫や工場を大改修して、それらを住宅に変えた。 1997年以降の3年間で、500を超えるアパートが承認された。その後まもなく、ベッドフォード=スタイベサントとウィリアムズバーグの境付近の地域が手頃な価格住宅のために再区画された。1997年までに、ウィリアムズバーグには約7,000のハシディズム世帯が存在し、その1/3近くが公的支援を受けていた。
ウィリアムズバーグにあるハシディズムの集団社会（コミュニティ）は、米国内で最も出生率の高い1つであり、家族あたり平均8人の子供がいる。同コミュニティは毎年、通常18歳から21歳の間に結婚する若いカップルのために800から900の結婚式を祝う。ハシディズムの男性は殆ど世俗的な教育を受けず、女性は主婦になる傾向があるため、大学の学位は珍しく、経済的機会が他の人口よりはるかに遅れている。ほぼ60％というウィリアムズバーグにいるユダヤ人の貧困率に対応して、非営利組織Metropolitan Council on Jewish Povertyは、マスビアと提携して、2009年11月にカーシェールの食べ物を扱う50席のスープキッチンを開設した。
ノース・ウィリアムズバーグの都市高級化に伴い、ハシディズムは自分達の住区の特徴を維持するために戦い、彼らは芸術家の流入を「ペスト」「天からの苦き思し召し」と呼んで特徴づけた。住宅費、騒々しい夜の娯楽イベント、ベッドフォード・アベニュー沿いの自転車レーン導入などに対する緊張が高まっている。都市高級化は進んでいるものの、アイザック・ヘイガーほか多くの開発業者が超正統派 (ユダヤ教)向けの住宅をさらに建設し続けている。

#### イタリア系アメリカ人のコミュニティとカルメル山の聖母

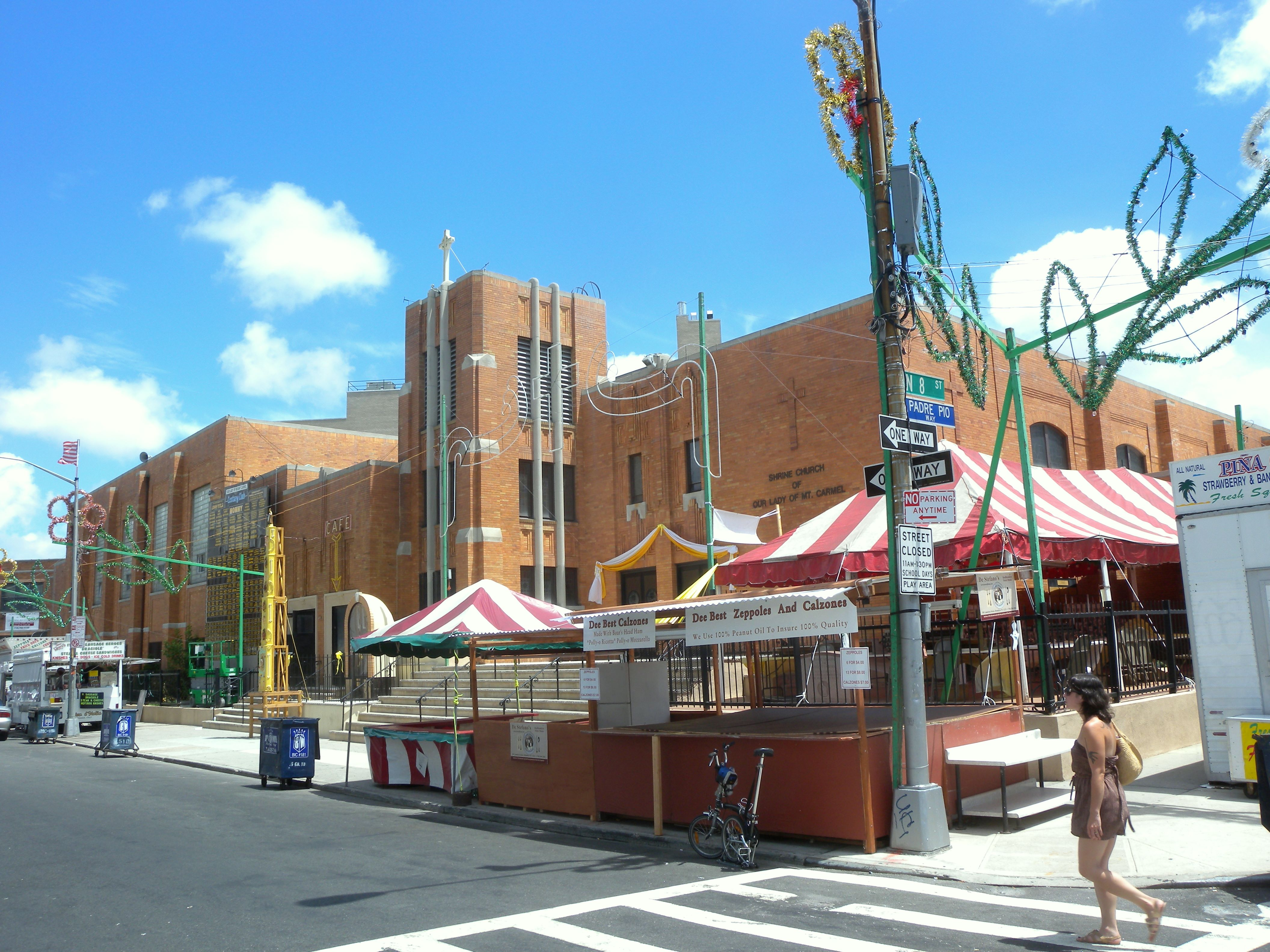
カルメル山の聖母祝祭

ノースサイドのイタリア人コミュニティの重要な構成要素がノーラ (ナポリ県)からの移民だった。彼らは、5世紀にノーラの司教を務めたノラの聖パウリヌスを称えて、毎年夏に「Festa dei Gigli（ユリ祭り）」を祝う伝統を継承した。毎年夏の2週間、カルメル山の聖母教会を囲む通りではイタリア文化の祭典が行われている。
この祭りのハイライトは、聖パウリヌスとカルメル山の聖母を祝って高さ約30mの像が運ばれる「Giglio Sundays（ユリの日曜日）」である。この荘厳な光景はニューヨークのニュース放送で取り上げられることも多い。数は年々減少しているが、かなりの数のイタリア系アメリカ人がまだこの地域に住んでいる。イタリア系アメリカ人が次々とよそに引っ越している事実にもかかわらず、彼らの多くがこの祭典のため毎年夏に戻ってくる。

#### プエルトリコ人とドミニカ人のコミュニティ
「ロス・スレス(Los Sures)」のスペイン語で知られるウィリアムバーグのサウスサイドには、プエルトリコ人とドミニカ人が多く存在する。プエルトリコ人は1940年代から1950年代にかけてこの地域にやって来て、ドミニカ人は1970年代と1980年代に入ってきた。多くのプエルトリコ人はブルックリン海軍工廠での仕事のため第二次世界大戦後にこの地域に集まってきた。この近隣住区はヒスパニックまたはラテン系人口が27%を占め続けており、グランド・ストリートとブロードウェイの間にあるグラハム・アベニューは「プエルトリコ街道(Avenue of Puerto Rico)」として知られている。ハブマイヤー・ストリートにはヒスパニックが経営する「ボデガ」や理髪店が並んでいる。
ラテン人コミュニティはウィリアムズバーグにいくつかの文化施設を持っている。ウィリアムズバーグで最後に残ったカリビアン・ソーシャルクラブというプエルトリコ人の社交クラブがこの近隣住区の文化を保存している。 もう一つの機関としては「エル・プエンテ(El Puente)」コミュニティセンターがあるほか、グラハム・アベニューに「サンヘルマン(San German)」レコード店もある。バンコ・ポプラール・デ・プエルトリコという銀行はグラハム・アベニューに支店を持っている。ムーア・ストリート110番地にあるムーア・ストリート・マーケット (Moore Street Retail Market) はしばしば「ラ・マルケタ・デ・ウィリアムズバーグ」と呼ばれる。
さらに文化的イベントも幾つかある。過去にサウスサイド・ユナイテッドHDFCはプエルトリコの伝統文化継承およびドミニカ独立記念日の祝典を開催し、現在はエル・ムセオ・デ・ロス・スレス（ロス・スレスの博物館）を運営している。ウィリアムズバーグにはボリクア大学のキャンパスが２つある。年に一度、ウィリアムズバーグ・ブッシュウィックのコミュニティはプエルトリコ・デイ・パレードを開催している。
多くの著名なラテン系人がこの住区から輩出された。プエルトリコ料理を専門とするテレビシェフのデイジー・マルティネスはここで育った。この近隣住区には米国下院議員ニディア・ベラスケスの事務所もある。ヒスパニック区画全体が『Living Los Sures』というドキュメンタリーで描かれ、これはジェントリフィケーション以前の1984年にサウスサイドに住んでいたラテン系住民の生活を記録したものである。2013年のもう一つのドキュメンタリー『Toñita's』はカリビアン社交クラブを描いたものである。

#### 民族間や異文化間の緊張
1854年11月、ウィリアムズバーグ第1地区の投票所にて保安官と「一部のアイルランド人」の間で暴動が起こった。代理保安官が市民に近づいた後、諍いが始まった。やがて8人または10人の代理保安官が「約100人のアイルランド人」集団に警棒を振るいはじめ、30分におよぶ全面闘争で多くの負傷者を出す結果となった。
ジェントリフィケーション以前のウィリアムズバーグでは、ハシディズム住民と現地の黒人およびヒスパニック団体との間で緊張がしばしば見られた。この地域の数十年に及ぶ犯罪増加への対応で、ハシディズム側はボランティア巡回組織「ショムリム」(ヘブライ語で「監視者」)を設立し、市民の模擬逮捕をするなど犯罪に目を光らせた。長年にわたり、このショムリムは黒人やヒスパニックに対する人種差別と蛮行で非難されている。2009年、ショムリムのメンバーが携帯無線機でラテン人青年の鼻を殴ったとして暴行罪で起訴された。2014年には、同性愛男性黒人への「集団暴行」に関連して、ハシディズム・コミュニティのメンバー5人(うち少なくとも2人はショムリム所属)が逮捕された。
ウィリアムズバーグにおけるハシディズムと近代正教会のユダヤ人コミュニティ間の20世紀半ばの緊張は、チャイム・ポトクの小説『The Chosen』『The Promise』『My Name Is Asher Lev』で描かれた。ウィリアムズバーグのサトマール派コミュニティでの生活に関する現代女性の視点の一つが、デボラ・フェルドマンの自叙伝『Unorthodox: The Scandalous Rejection of My Hasidic Roots』で提供されている。Netflixのミニシリーズ『アンオーソドックス』が彼女の自叙伝に若干基づいたものである。

### 芸術コミュニティ

#### 視覚芸術

イーストウィリアムズバーグにある街頭グラフィティ

1970年代に最初の芸術家達が、低い家賃、広い床面積、便利な交通機関に魅力を感じてウィリアムズバーグに引っ越してきた。これは1980年代まで続き、ソーホー (ニューヨーク)やイースト・ヴィレッジといった以前の行先が都市高級化されたことで、1990年代に急増した。このコミュニティは当初小さかったが、1996年までにウィリアムズバーグには約3,000人の芸術家人口が集まった。この地域はフロント・ルーム・ギャラリーなどの画廊でも知られ、ウィリアムズバーグとグリーンポイントは美術系月刊誌『Wagmag』で紹介されたりしている。
2000年9月、作家ブルーク・イヴェルセンが創刊した『11211Magazine』は、ZIPコード11211地区での歴史的かつ注目すべき特徴、芸術や文化、不動産開発に焦点を当てて豊富に紹介していた。この隔月誌は地元企業からの広告で資金が賄われていた。同雑誌を発端とする出版物に『Fortnight』『The Box Map (2002)』『Appetite』そしてニューヨーク市イースト・ヴィレッジ向けの『10003 Magazine』などが創刊された。『11211Magazine』は6年間で36号(548,000部)を発行し、2006年に発行を中止した。

#### 音楽系コミュニティ

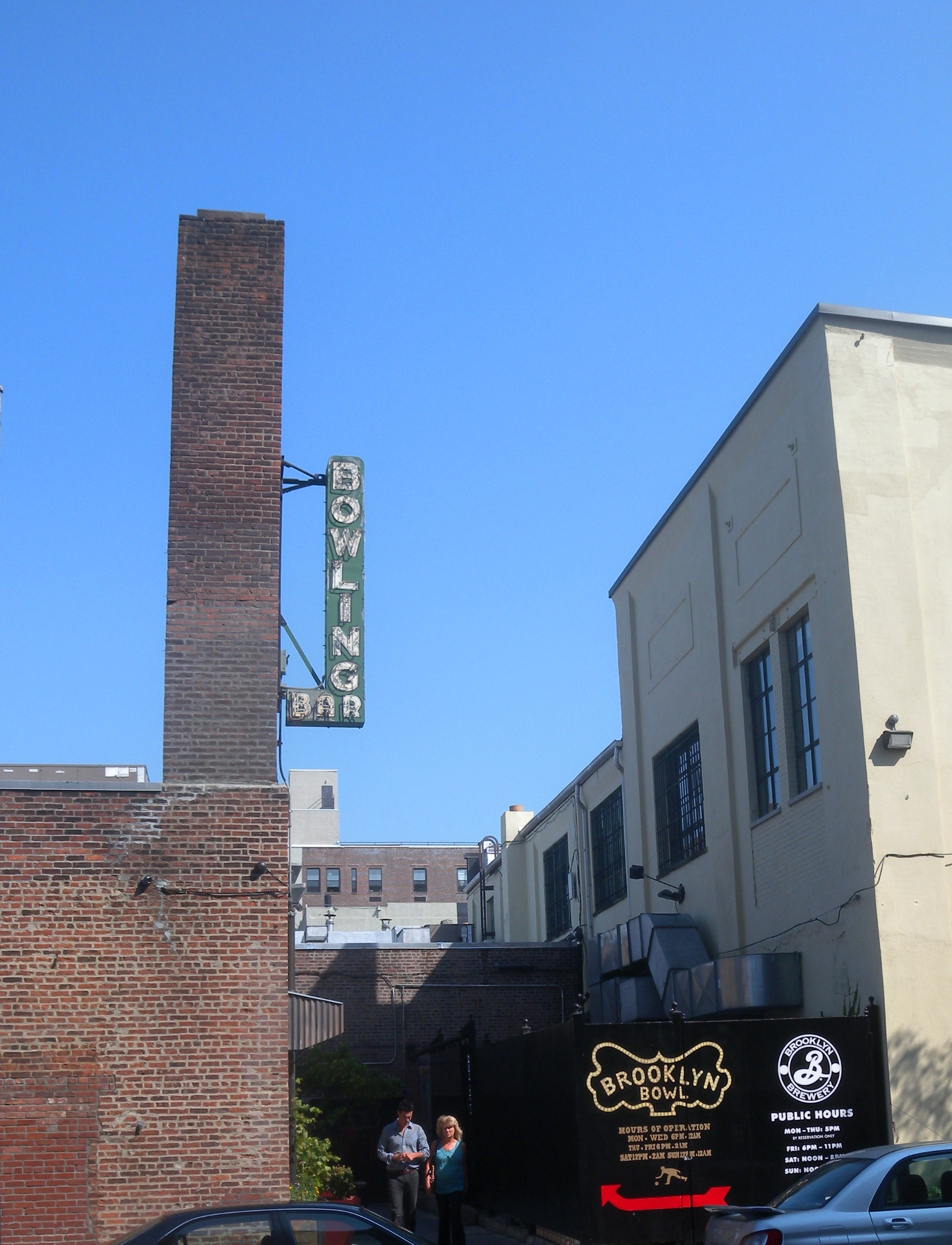
地元のボウリング場も音楽演奏会を開催する

ウィリアムズバーグは音楽生演奏および新バンド立ち上げ支援の注目すべき拠点となっている。1980年代後半から1990年代後半にかけて、放棄された産業ビルや路上空間にて無許可のパフォーマンス、演劇、音楽会場が数多く運営された。地下鉄のベッドフォード・アベニュー駅周辺地域では新しい文化が進化している。芸術家、ミュージシャン、アングラ都会人が集まって、深夜に音楽、踊り、パフォーマンスのイベントが開かれる場所があるものの、これらは消防隊によって時折中断されたり会場が一時的に閉鎖されることもあった。これらのイベントは、同地域の賃料が上昇して規制が施行されるにつれて最終的に数が減っていった。
この近隣住区では、Pete's Candy Store、 Union Pool、ウィリアムズバーグ音楽堂(旧Northsix)、公共集会場(旧Galapagosで現在閉鎖)、Cameo Gallery、ほか多くの合法的な商業音楽会場が開業した。マンハッタン拠点だった会場もまた、Bowery Presents(旧Northsixを購入してウィリアムズバーグ音楽堂に変貌させた）、Luna Lounge、Knitting Factoryなどが開業した。2006-2008年の夏にマッカレン・パークで行われていたプールパーティー（水辺で行う、コンサートや映画やダンスなど含む催し物）は、2009年よりウィリアムズバーグの臨海部で開催されている。
この近隣住区にはまた、ファンク、ソウル、ワールドビートの重鎮となる音楽関係者が集まっており、ダプトンやトゥルース＆ソウルなどのレコード会社がその原動力となっている。ジャズとワールドミュージックはレストランを会場にクラシックジャズを営業時間じゅう演奏しており、もっと前衛的なノイズ系音楽の足掛かりとしては、Lucky Cat、 B.P.M.、 Monkeytown (2010年閉店) などがある。ラテンジャズはこの住区にある多くの社交クラブを中心に、サウスサイドとイースト・ウィリアムズバーグのカリブ人コミュニティの間で続いている。2000年代初頭にこの近隣住区はエレクトロクラッシュの中心にもなった。Club Luxx(現: Trash)の週末パーティーには、A.R.E. WEAPONS、Fischerspooner、シザー・シスターズといったエレクトロ奏者が出演した。

#### 劇場と映画館

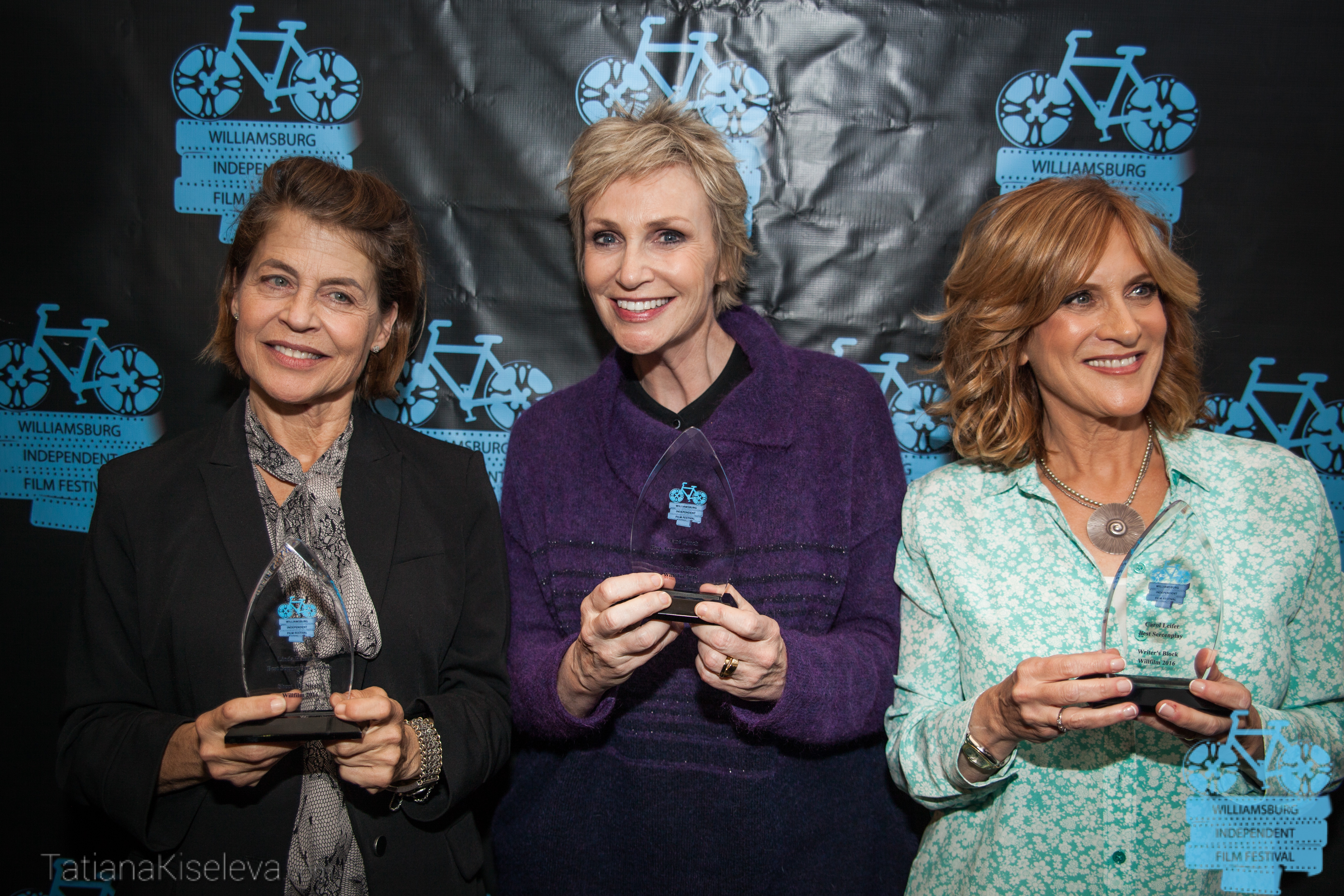
2016年のウィリアムズバーグ自主制作映画祭での一幕（左からリンダ・ハミルトン、ジェーン・リンチ、キャロル・ライファー）

ウィリアムズバーグには、ブリックシアターなど自主製作映画用の劇場がある。ウィリアムズバーグ自主制作映画祭(Williamsburg Independent Film Festival)は2010年に創設された。ウィリアムズバーグには、2012年12月19日に開業したウィリアムズバーグ・シネマズとして知られる最初の複合映画館もある。

### ジェントリフィケーションの影響

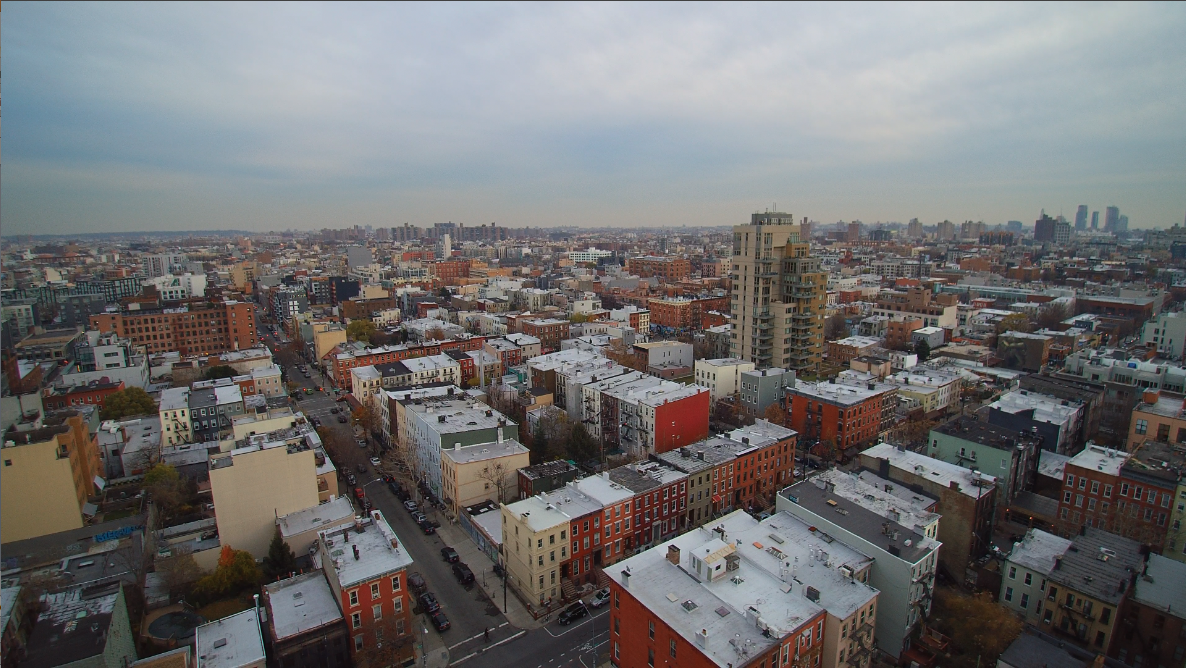
ウィリアムズバーグの街並み（東の眺望）

この地域に芸術家達がまず定住するようになった主な理由は家賃の低さだったが、1990年代半ば以降その状況は激変した。ウィリアムズバーグの平均家賃は、ワンルームアパートで約1,400ドルから、寝室1間付きで1,600-2,400ドル、寝室2間では2,600-4,000ドルである。ウィリアムズバーグの土地の価格は急騰した。南北を隔てるグランド・ストリートの北ノースサイドは、ニューヨーク市地下鉄（具体的にはBMTカナーシー線とINDクロスタウン線）に近いため若干高価である。近年の都市高級化と地下鉄Mルート（2010年にBMTナッソー・ストリート線繁華街からIND6番街線でミッドタウンに行くようルート変更された）もまたグランドストリートの南側家賃の値上がりを促進している。家賃上昇が、多くのボヘミアンや流行に敏感な人達を、ブッシュウィック、ベッドフォード＝スタイベサント 、フォート・グリーン、クリントン・ヒル、コブル・ヒル、レッド・フックといった遠く離れた近隣住区に追い出している。2011年7月1日、アメリカ合衆国郵便公社(USPS) は「この地域では人口の大規模な増加とビジネスを行う企業の数が多い」ためZIPコード11211を分割した。ウィリアムズバーグのジェントリフィケーション（都市高級化）は、プリンストン大学の映画教授スー・フリードリヒの2013年のドキュメンタリー作品『Gut Renovation』の題材となっている。

#### 行政区の裁判所制度に及ぼす影響
2014年6月、ニューヨーク・ポスト紙はブルックリン北西部の特にウィリアムズバーグにおいて、より裕福でより教育を受けた人口に変わったことが同行政区の刑事裁判で被告への有罪判決増加をもたらし、また民事裁判では原告賠償金の削減につながったと報じた。ブルックリンの弁護士ジュリー・クラークは、これら新しい陪審員は「警察をはるかに信頼している」と発言した。

## 人口統計
国勢調査に関して、ニューヨーク市行政はウィリアムズバーグを2つの集計地域（ウィリアムズバーグおよびノースサイド/サウスサイド）に分けている。 2010年アメリカ合衆国国勢調査のデータに基づくウィリアムズバーグ全体の集計人口は78,700人で、2000年調査から+6,301人(+8%)の変化となった。面積は923.54エーカー(0.373km2)に及び、この近隣住区の人口密度は1エーカーあたり85.2人(21,100人/km2)だった。
人種構成は白人66.5%(52,334人)、アフリカ系アメリカ人2.8%(2,186人)、アメリカ先住民0.1%(86人)、アジア人2.9%(2,275人)、太平洋諸島系0.0%(21人)、その他0.3%(260人)、混血人種1%(811人)だった。ヒスパニックまたはラテン系人種は人口の26.3%(20,727人)だった。
グリーンポイントとウィリアムズバーグで構成されるコミュニティボード1全体では、ニューヨーク市衛生局の2018年調査時点で住民は199,190人、平均寿命は81.1歳だった:2, 20。これはニューヨーク市全域の平均寿命（81.2歳）とほぼ同じである:53 (PDF p. 84) 住民の大半は中年の成人と若者で、23%が0-17歳、41%が25-44歳、45-64歳で17%である。大学生と高齢者の割合はそれぞれ10%と9%で低かった:2。
2016年時点で、コミュニティボード1の世帯収入の中央値は76,608ドルだった。2018年で、グリーンポイントとウィリアムズバーグ住民の推定17%が貧困に暮らしており、比較するとブルックリン全体で21%、ニューヨーク市全体で20%となっている。住民の15人に1人未満(6%)が失業中で、比較するとブルックリンおよびニューヨーク市は共に9%だった。家賃負担や家賃支払いが困難な住民の割合はグリーンポイントとウィリアムズバーグで48%であり、それぞれニューヨーク市全体と自治区全体の割合（52%と51%）よりもわずかに低い。この計算に基づくと、2018年時点のウィリアムズバーグはジェントリフィケーションの影響を受けたと考えられている:7。

## 警察と犯罪
ウィリアムズバーグの大部分はニューヨーク市警察(NYPD)第90分署によってパトロールが行われている。ウィリアムズバーグ最北端区画は第94分署の管轄下である。第90分署は、2010年の一人当たり犯罪でパトロール地域69カ所中47番目に安全、第94分署は50番目に安全とランクされた。10万人当たり34人の非致命的な暴行率で、グリーンポイントとウィリアムズバーグの一人当たりの暴力犯罪率は、市全体のそれよりも少ない。10万人当たり305人の収監率は、市全体のそれよりも低い:8。
第90分署は1990年代よりも犯罪率が低くなっており、あらゆる分野の犯罪が1990年から2018年の間に72.3%減少した。同分署は2018年に、4件の殺人、16件の強姦、198件の強盗、237件の重罪暴行、229件の強盗、720件の重窃盗、90件の自動車重窃盗を報告した。第94分署も1990年代に比べて犯罪率が低く、1990年から2018年の間にあらゆる分野の犯罪が72.9%減少した。こちらは2018年に1件の殺人、6件の強姦、63件の強盗、115件の重罪暴行、141件の強盗、535件の重窃盗、62件の自動車重窃盗を報告した。

## 消防
ニューヨーク市消防局(FDNY)はウィリアムズバーグに4つの消防署を設営している。具体的には、第211消防、第216消防、第221消防、第229消防がある。

## 保健

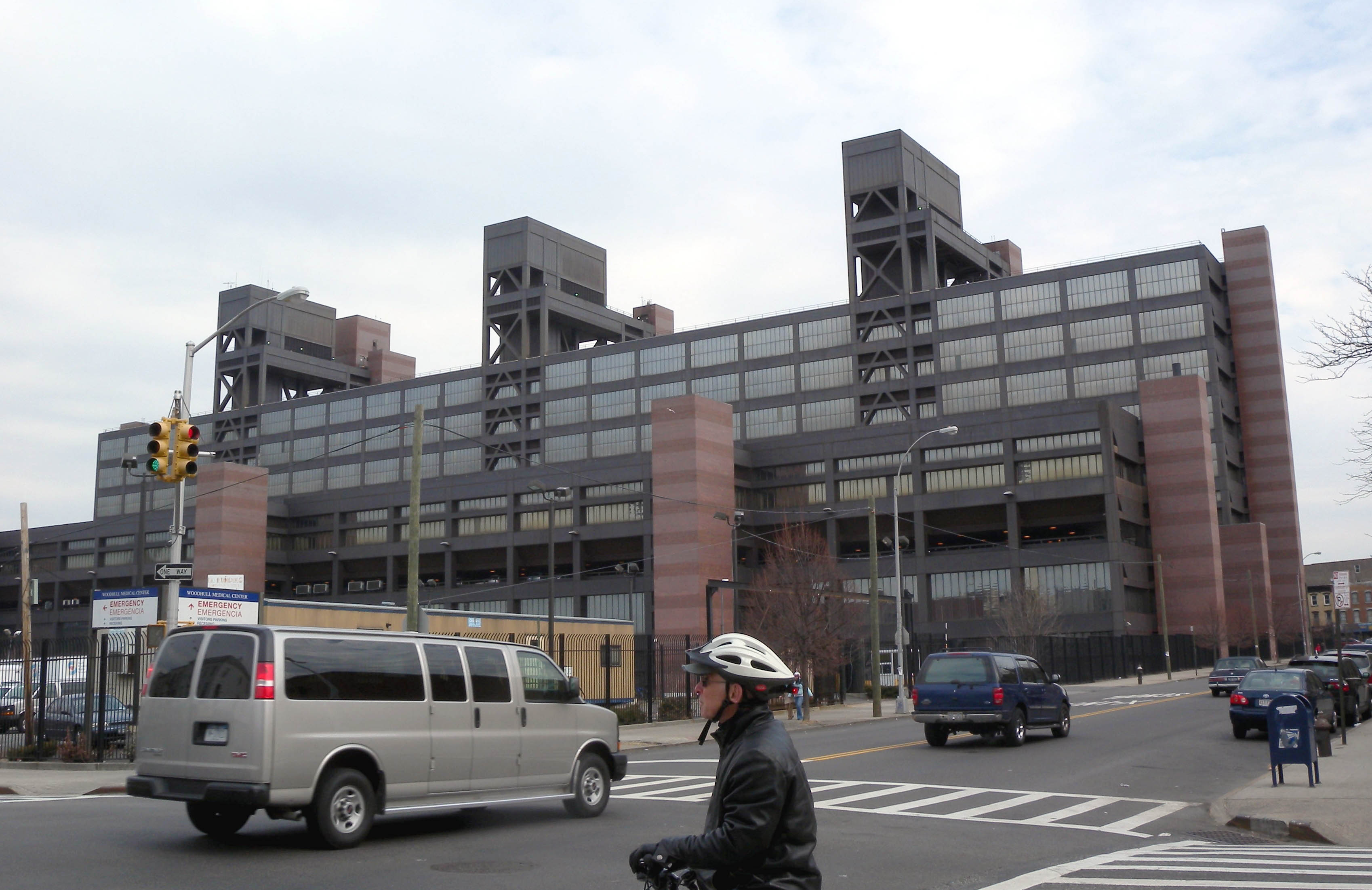
ウッドハル医療センターは、ベッドフォード＝スタイベサントとウィリアムズバーグの南境にある最寄りの大型病院。

ウィリアムズバーグでは、ニューヨーク市の他の場所に比べて早産やティーン世代の出産がさほど一般的ではない。ウィリアムズバーグとグリーンポイントでは、出生1000人当たり早産が54人(市内で最低、市全体では1000人当たり87人)、出生1000人当たりティーン世代の出産16.0人(市全体では1000人当たり19.3人)だった:11。この住区では保険未加入やメディケイドを通じて医療を受ける住民人口が比較的少ない。2018年での無保険者人口は7%と推定され、市全体の12%を下回っている:14。
グリーンポイントとウィリアムズバーグの最も致命的な大気汚染物質である微小粒子状物質濃度は、市全体および行政区全体の平均よりも高い0.0096mg/1m3である:9。同住民の17%が喫煙者で、これは市平均の14%よりもわずかに高い:13。この近隣住区では、住民の23%が肥満、11%が糖尿病、25%が高血圧で、比較するとそれぞれ市全体の平均(24%,11%,28%)のほうが高い:16。また23%の子供が肥満（市全体平均20%）だった:12。住民の91%が毎日果物や野菜を食べており、これは市の平均87%よりも高い。2018年には、住民の79%が自分の健康を「良い」「非常に良い」「優秀」と表現し、市の平均78%を上回った:13。
ウィリアムズバーグには、いくつかの診療所がある。最寄りの大型病院はベッドフォード・スタイベサントとウィリアムズバーグの南境にあるウッドハル医療センター (Woodhull Medical Center) である。

### 事案
2019年4月、ウィリアムズバーグで麻疹が流行し、250人以上が感染した後、この地域では麻疹の予防接種が義務付けられた。市長のビル・デブラシオは、命令を無視した住区の人々は罰金1,000ドルを科される可能性があり、予防未接種の生徒を除外しなければ宗教学校や保育プログラムが閉鎖される場合もあると述べた。ブルックリンでの流行は、イスラエル旅行で病気に感染した予防未接種の子供に原因があると結論づけられた。

## 郵政

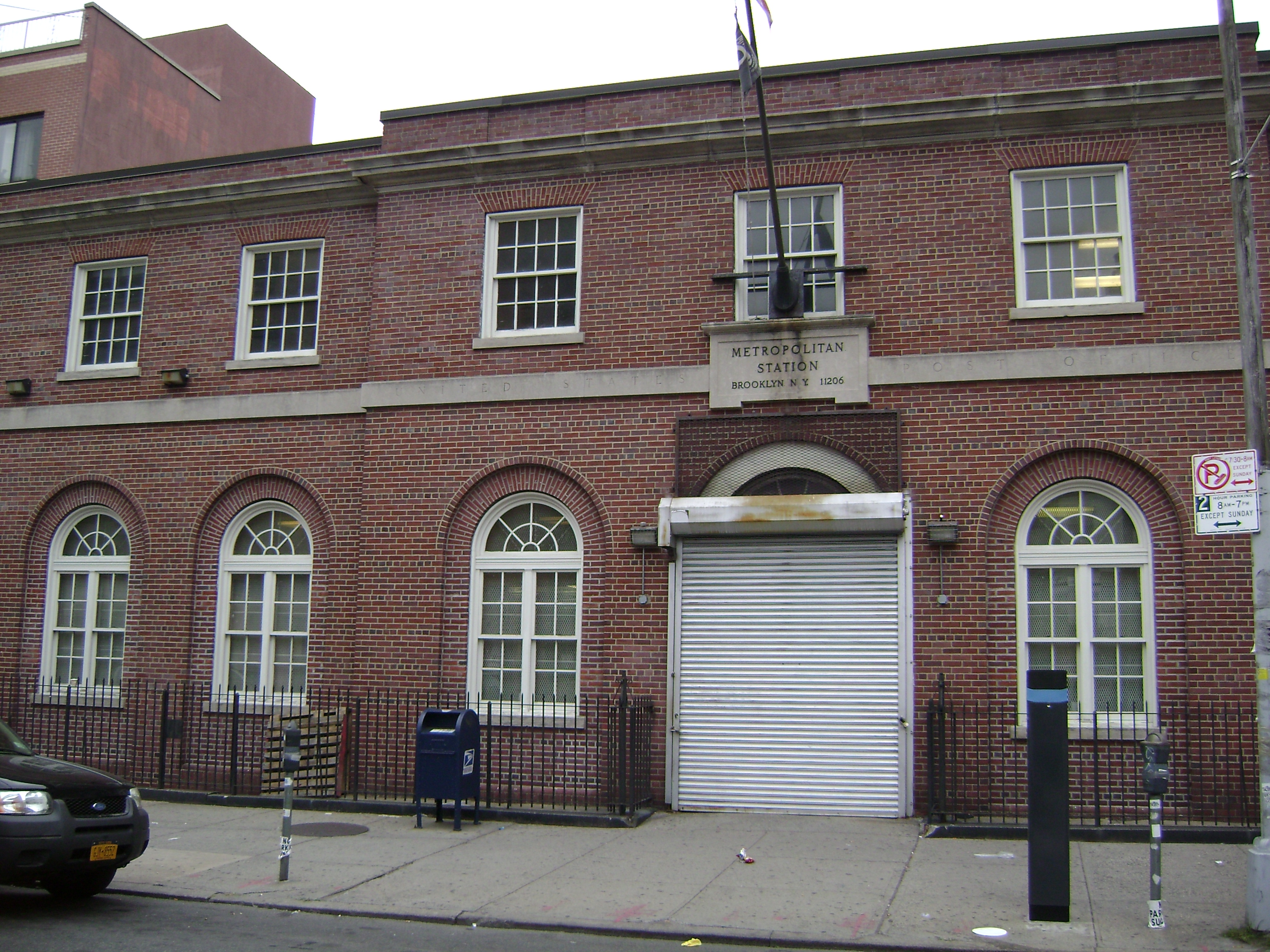
メトロポリタン郵便局

ウィリアムズバーグには3つのZIPコードがある。住区の大半は11211だが、南東部は11206、イースト川沿いの西端部は11249である。アメリカ合衆国郵便公社はウィリアムズバーグに2つの郵便局（ウィリアムズバーグ郵便局とメトロポリタン郵便局）を設営している。

## 教育
ウィリアムズバーグは、一般的にニューヨーク市の他の場所に比べて大学教育を受けた住民の比率が高い。人口の半分(50%)が大学教育以上、17%が高校教育未満、33%が高校卒業生または大学教育を受けている（比較対象として、ブルックリン住民の40%とニューヨーク市民の38%が大学教育以上）:6。グリーンポイントとウィリアムズバーグの学生で国語と数学の優秀者割合が増加しており、国語の成績は2000年の35%から2011年には40%に上昇し、数学の成績は同じ期間内に29%から50%に上昇した。
グリーンポイントとウィリアムズバーグの小学生欠勤率は、ニューヨーク市の他の地域よりもわずかに高く、1学年あたり20日以上欠席の小学生は21％だった（市全体の平均は20%）:6:24 (PDF p. 55)。このほか、グリーンポイントとウィリアムズバーグの高校生の77%が留年せずに卒業し、これは市全体の平均75%を上回る:6。

### 学校
ニューヨーク市教育局が14区の一部として公立学校を運営している。このうちウィリアムズバーグでは11の公立小学校が幼稚園も兼ねている。
公立の中学校・高校には、ブルックリン・ラテン・スクール(専門高等学校9-12年生)、やエウヘニオ・マリア・デ・ホストス(6-8年生)などがある。グランド・ストリート・キャンパス(旧イースタン地区高校)は商業・工業学科を含む総合高校(EBT)で、職業訓練や法学も扱う。ハリー・ヴァン・アーズデール教育複合施設には、学問を提供する3つの小さな高校と、特別なニーズを持つ人々のためのカリキュラムと教員がいる（ウィリアムズバーグ建築デザイン高校、ウィリアムズバーグ進学準備校いわゆるプレップスクール、ブルックリン進学準備高校）。青少女向けのリーダーシップ養成校もある。ウィリアムズバーグには、ホセ・デ・ディエゴ(スペイン語と英語)、モニター・スクール(フランス語と英語)、フアン・モレル・カンポス中学校(イディッシュ語と英語)など、二か国語で教育を行う公立学校も幾つかある。
ウィリアムズバーグには他にもコミュニティのチャーター・スクールがある。サクセス・アカデミー・ウィリアムズバーグ（公立のチャーター校）は2012年8月に開校した。ニューヨーク市で一貫して最高の成績を誇るウィリアムズバーグ・カレジエイト・チャーター・スクール（大学付属のチャーター校）は、サウスサイドにある。ウィリアムズバーグノースサイド校はレッジョ・エミリア教育に触発された3つの異なるプログラムを持つ3つの学校（乳幼児センター、幼稚園、低学年向け学校）がある。

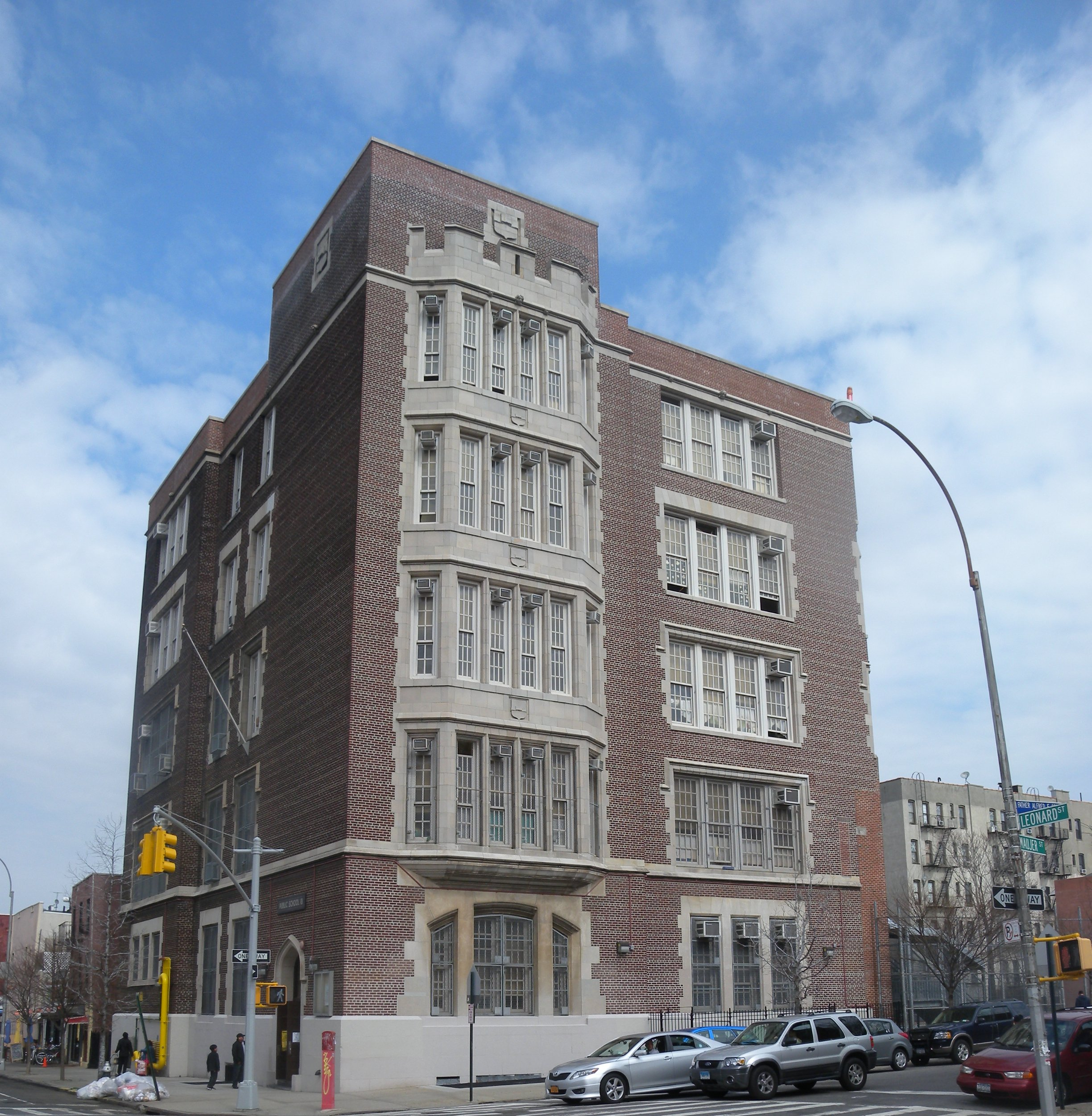
エドワード・ブッシュ小学校
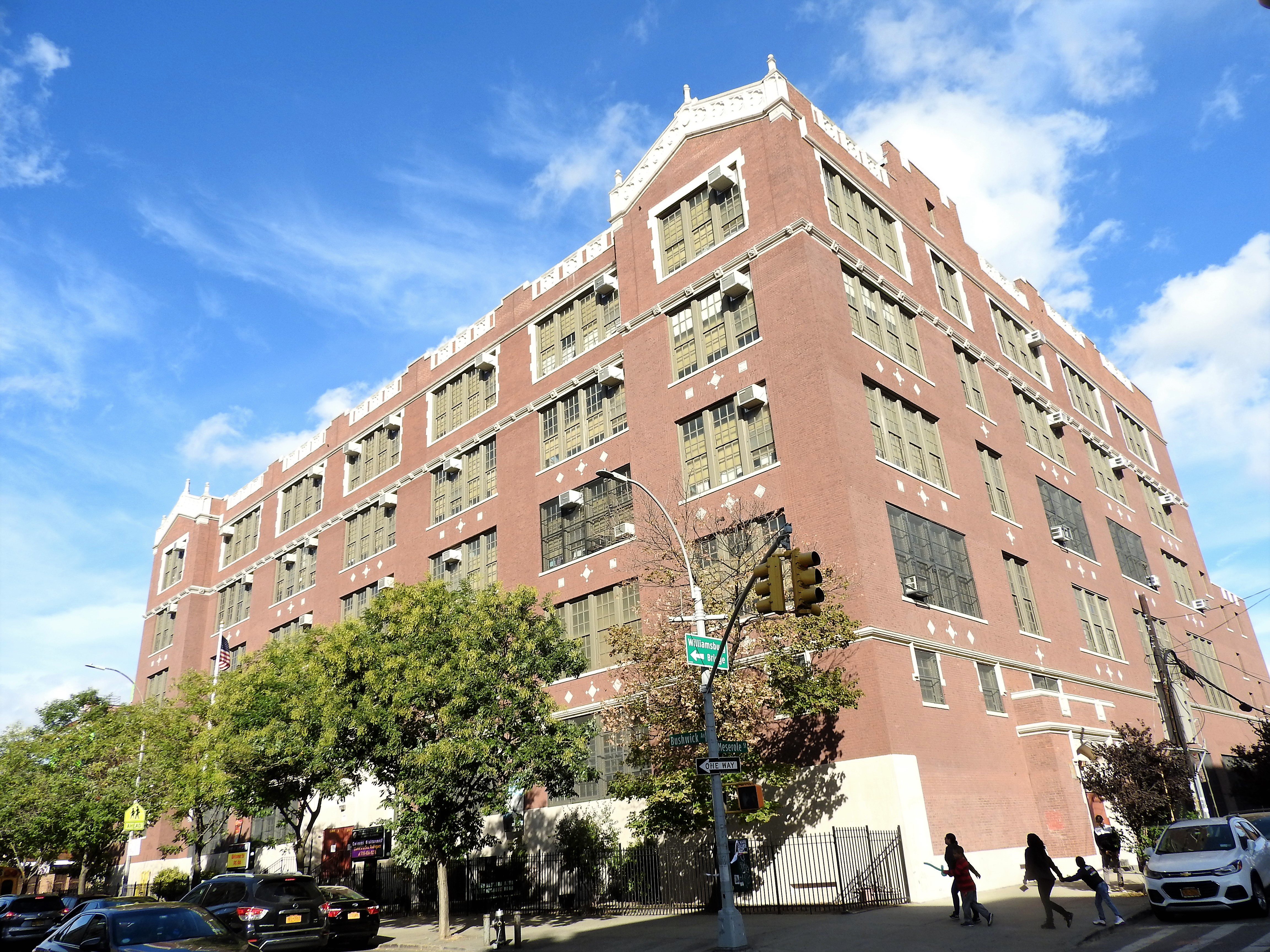
テン・エイク小学校
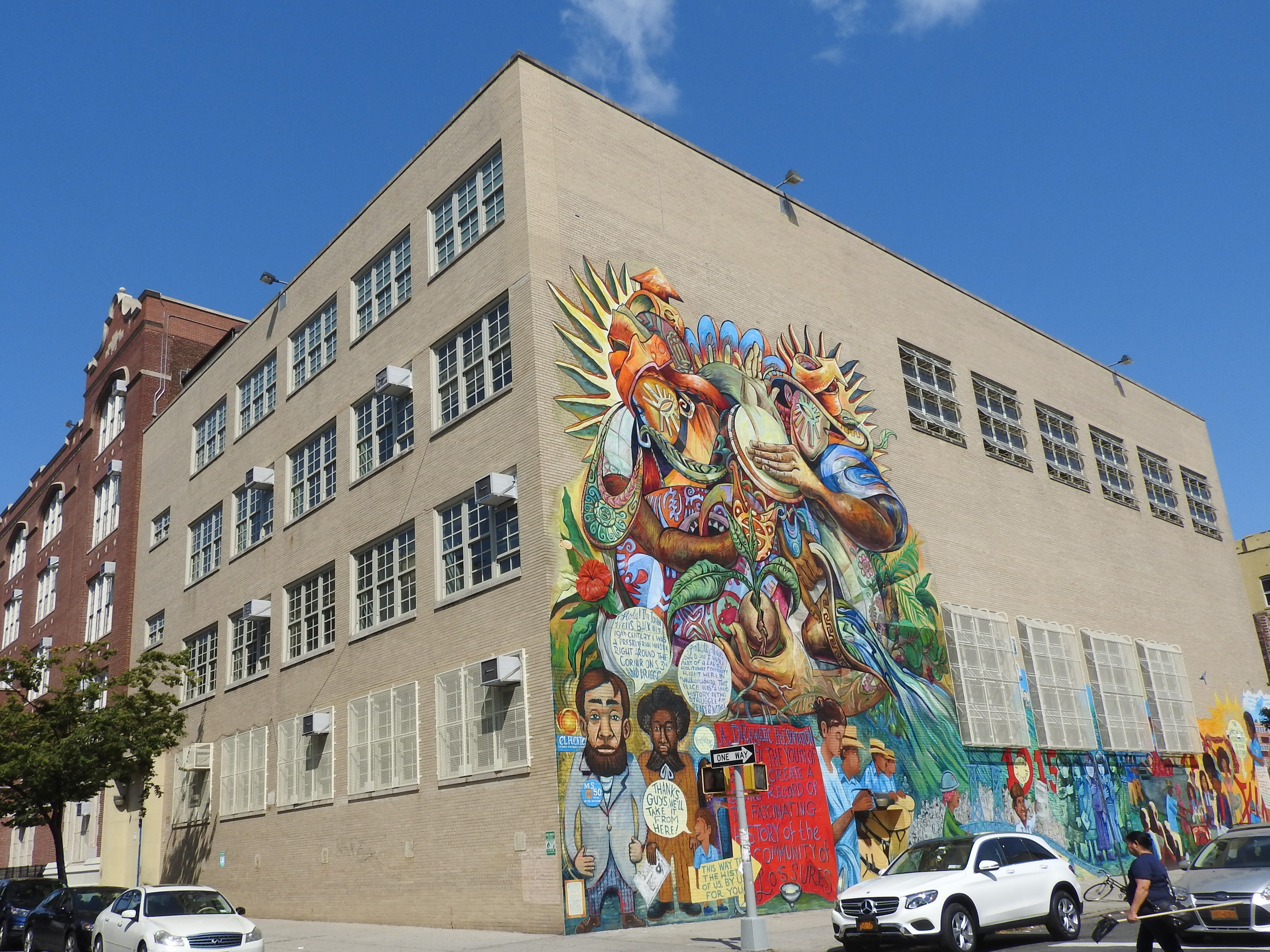
ジョン・D・ウェルズ中学校
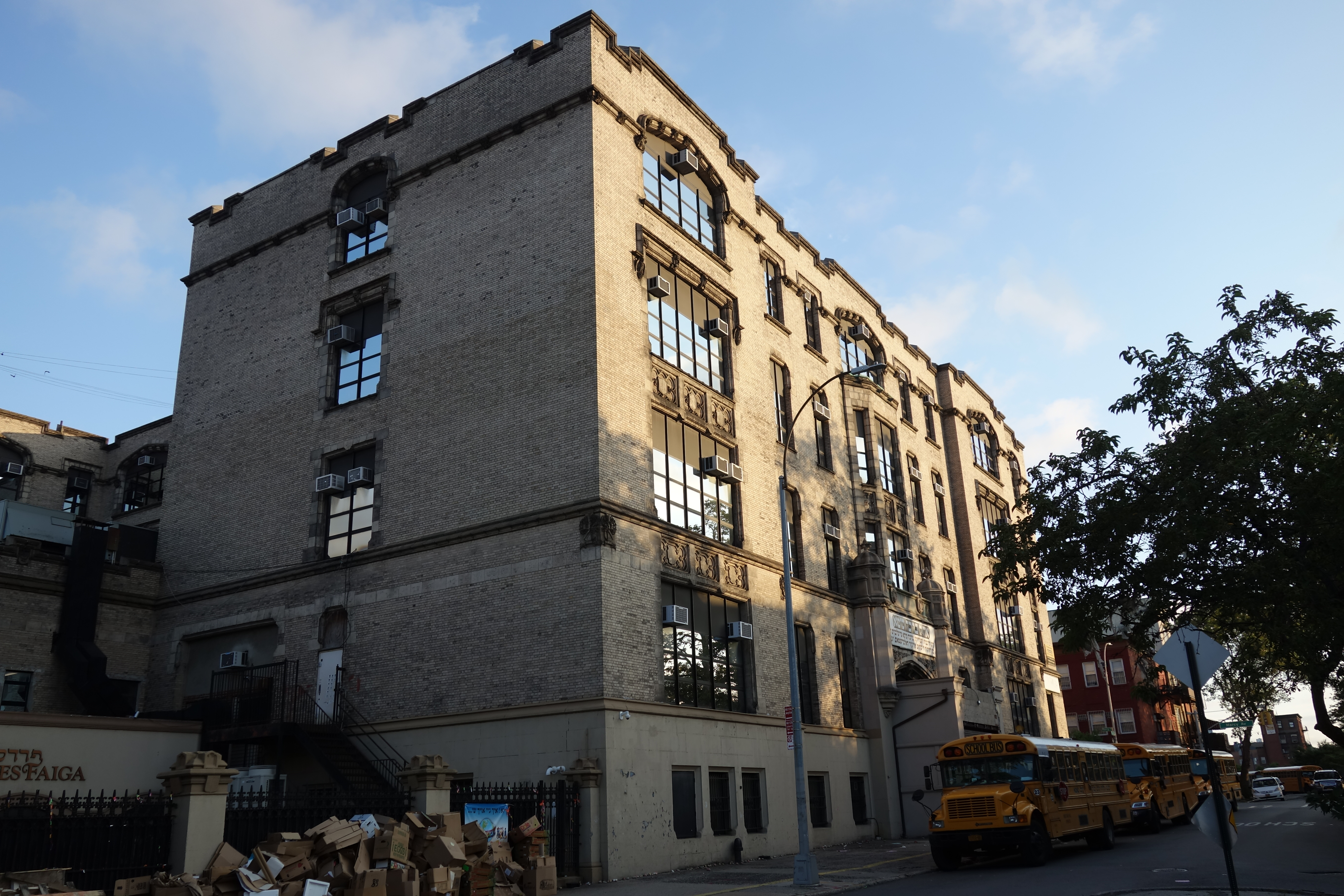
旧イースタン地区高校

### 図書館

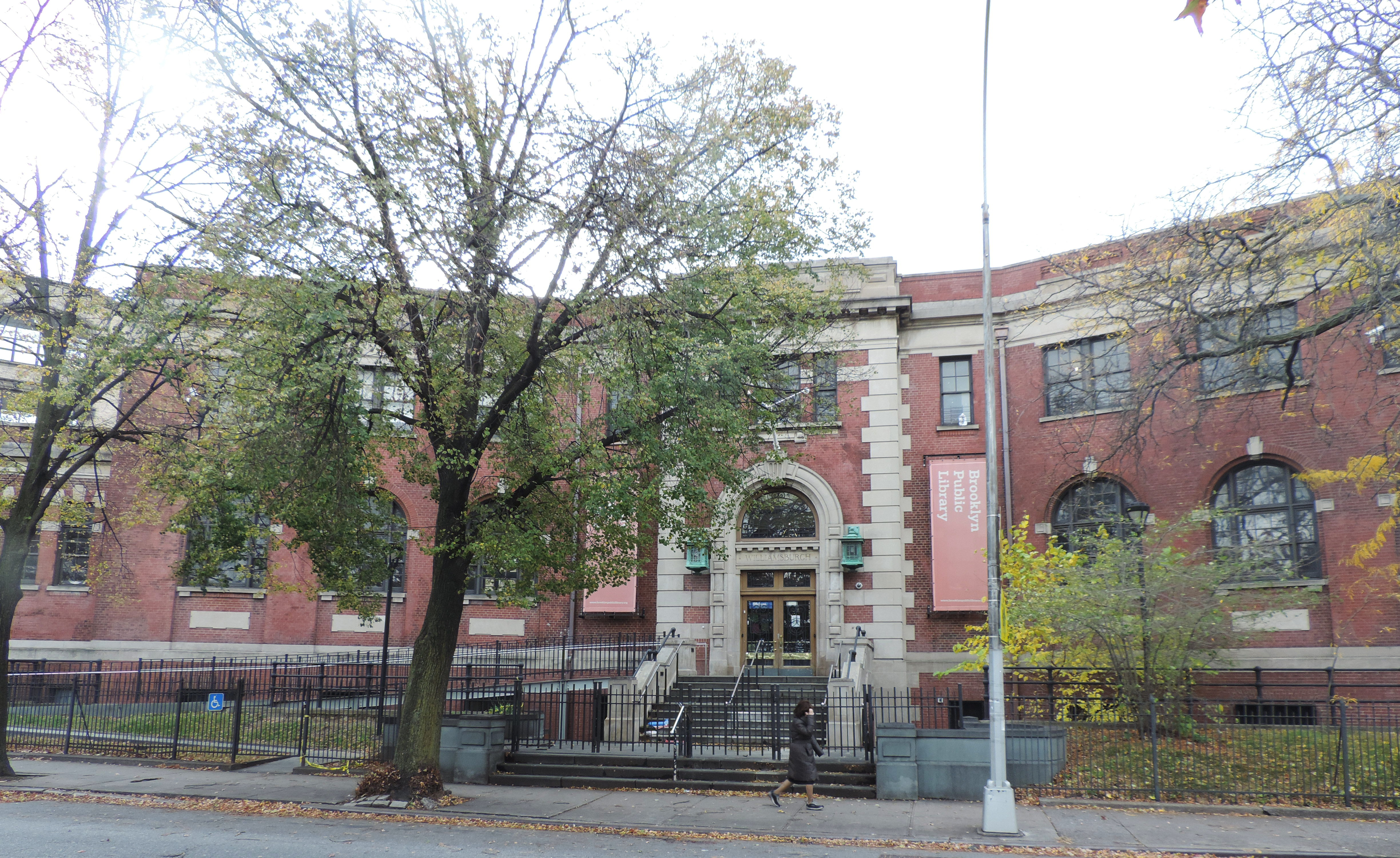
ブルックリン公共図書館(BPL)ウィリアムバーグ支所

ブルックリン公共図書館 (Brooklyn Public Library) はウィリアムズバーグに2つの支所を持っている。ウィリアムズバーグ支所はディビジョン・アベニュー240番地にある。これはブルックリン最大の会員制図書館ビルの1つカーネギー図書館(2400m2)に収容され、ニューヨーク市指定の歴史建造物である。レナード支所はレナード・ストリート付近にある。こちらは1908年に開業したビル(2400m2)内にある。小説『ブルックリン横丁(A Tree Grows in Brooklyn)』の主人公フランシーがこの図書館を頻繁に訪れていたとして、レナード支所には著者ベティ・スミスへの賛辞がある。

## 交通
ウィリアムズバーグにはニューヨーク市地下鉄の運行路線が幾つかある。この住区を通っている3路線は、北のBMTカナーシー線（L系統）、南のBMTジャマイカ線（J系統、M系統、Z系統）、東のINDクロスタウン線（G系統）である。ウィリアムズバーグ橋はイースト川に架かっており、ロウアー・イーストサイドに渡れる。ウィリアムズバーグにはブルックリン-クイーンズ高速道路（州間高速道路278号線）も通っている。幾つかのバス路線はウィリアムズバーグ橋プラザ・バスターミナルが終着であるが、この住区を通り抜けるバス路線もある。
2011年6月、NYウォーターウェイはイースト川沿い地点への運航サービスを開始した。2017年5月1日、そのルートがNYCフェリーのイースト川ルートの一部となり、これはフィナンシャル地区 (マンハッタン)の11番桟橋ウォール街とマレーヒル (マンハッタン)の東34番街フェリー上陸点との間を往来するもので、ブルックリン区とクイーンズ区に5つの中間停泊所がある。イースト川フェリーの停泊所の2つはウィリアムズバーグにある。
レッドフック (ブルックリン)からウィリアムズバーグを通過してアストリア (クイーンズ)まで臨海部に沿って走るライトレールのブルックリン・クイーンズ・コネクター (BQX)を建設する計画がある。しかし、このシステムには27億ドルの費用がかかると予定されており、予定されている開業は少なくとも2029年まで遅れている。

## 環境問題
地元のコミュニティ開発団体エル・プエンテは、2009年のドキュメンタリー『Toxic Brooklyn』でウィリアムズバーグを「アメリカで暮らすには最も有毒な場所」と称した。ウィリアムズバーグにおける他の稀な癌クラスター (疫学)がニューヨークポスト紙で報道されている。

### ブルックリン海軍ヤード焼却炉計画
1976年、市長のエイブラハム・ビームは近傍のブルックリン海軍工廠に焼却炉と発電所を複合建設する提案をした。この計画には、提案された焼却炉の敷地の隣に位置するウィリアムズバーグ南部のラテン系住民とハシディズムのユダヤ人住民コミュニティからの大反対が起こった。ニューヨーク市財政評価委員会は1984年に僅差で焼却炉に承認を与えたが、ニューヨーク市にはリサイクル計画がないとして、同州は数年の間工場建設許可を出さなかった。焼却炉に反対したウィリアムズバーグのハシディズム・ユダヤ人住民はまた政治的に強力であったため、1989年の市長選挙では焼却炉案が重要な問題となった。同選挙で最終的に勝利したデイヴィッド・ディンキンズは、ブルックリン海軍工廠の焼却炉計画を保留すべきとのスタンスで選挙運動を展開した。1989年、ニューヨーク市には工場から排出される灰を削減する計画がないと語り、同州は焼却炉への承認を拒否した。
同計画は数年間保留され、1995年にコミュニティの会員が焼却炉の建設を阻止するために訴訟を起こした。焼却炉用に提案された現地の追加調査では、環境浄化のスーパーファンド資格が得られるほど有毒な化学物質が高レベルで存在していたことが判明した。翌年、市は焼却炉の建設計画を完全に取り下げた。

### ブッシュウィック・インレット・パーク
ナショナルグリッド(旧KeySpan)は、ウィリアムズバーグのケント・アベニューにある昔のガス製造工場(MGP)地点の汚染浄化を行なっている。浄化作業はこの場所をブッシュウィック・インレット・パークへ転換するために実施されている。これは2007年2月にニューヨーク州環境保護省(NYSDEC)と米国のガス事業者KeySpan（これをナショナルグリッドが買収）の間で締結された環境保全同意命令の下で実施されている。
ブッシュウィック・インレット・パークの敷地内には、以前ベイサイド・オイル社が運営していた10の石油貯蔵タンクもある。2016年に発表された「公園造成」計画では、石油タンカーを劇場や吊り下げ庭園などの集客施設に転用する予定とされている。これは、タンカー取り壊しというブッシュウィック・インレット・パーク当初の計画と直接矛盾するものだった。市は、石油タンカーがひどく汚染されており、公園に転用する前にこの場所を浄化する必要があると述べた。

## ゆかりの著名人
- レッド・アワーバック(1917-2006) - バスケットボールの殿堂入りを果たした元ガード、NBAコーチ、ゼネラルマネージャー[168]
- ジョイ・ベハー(1942-)-コメディアンで『ザ・ビュー』の共同司会者(ウィリアムズバーグ生まれ)[169]
- メル・ブルックス(1926-)-コメディアン(ウィリアムズバーグ生まれ)[170]
- アレクサ・チャン(1983-)-英国モデルおよびTVプレゼンター[171]
- ピーター・クリス(1945-)-キッスのメンバー(ウィリアムズバーグ生まれ)[172]
- デイン・デハーン(1986-)-俳優、『アメイジング・スパイダーマン2』出演[173]
- アラン・ダーショウィッツ(1938-)-弁護士、法学者、政治評論家[174]
- ピーター・ディンクレイジ(1969-)-俳優[175]
- ショーン・ダーキン(1981-)-映画監督[176]
- ウィル・アイズナー(1917-2005) - アイズナー賞の由来でもある漫画家(ウィリアムズバーグ生まれ)[177]
- ピーチーズ・ゲルドフ(1989-)-英国モデルで社交界の名士[178]
- ランディ・ハリソン(1977-)-俳優、『クィア・アズ・フォーク』出演[179]
- イヴ・ヒューソン(1991-)-女優、『きっと ここが帰る場所』出演[180]
- デイヴィッド・カープ(1986-)-Tumblrの創業者[181]
- ゾーイ・クラヴィッツ(1988-)-レニー・クラヴィッツの娘[182]
- ソリー・クレガー(1909-1964) - ボクサー[183]、元世界ミドル級チャンピオン
- ジェームズ・ラファティ(1985-)-俳優、『ワン・トゥリー・ヒル』出演
- バリー・マニロウ(1943-)-歌手、ソングライター[184]
- ヘンリー・ミラー(1891-1980) - 小説家[185]
- マン・レイ(1890-1976) - 芸術家[186]
- バディ・リッチ(1917-1987) - ドラム奏者[187]
- ウィノナ・ライダー(1971-)-女優[188]
- ミヘイル・サアカシュヴィリ(1971-)-元ジョージア大統領、米国に亡命していた[189]
- ベンジャミン・シーゲル(1906-1947) - ギャングで、ラスベガスのストリップを形作った(ウィリアムズバーグ生まれ)
- ジーン・シモンズ(1949-)-キッスのメンバー
- ジェリー・スティラー(1927-2020) - コメディアン、俳優[190]
- スチュアート・スボトニック(1942-)-実業家、米メディア界の大物。世界長者番付で米国の最高富裕層500人の1人[191]
- アレックス・ターナー(1986-)-英国のミュージシャン、アークティック・モンキーズのメンバー[171]
- マイケル・ケネス・ウィリアムズ(1966-)-俳優、『THE WIRE/ザ・ワイヤー』出演[192]